# Karst

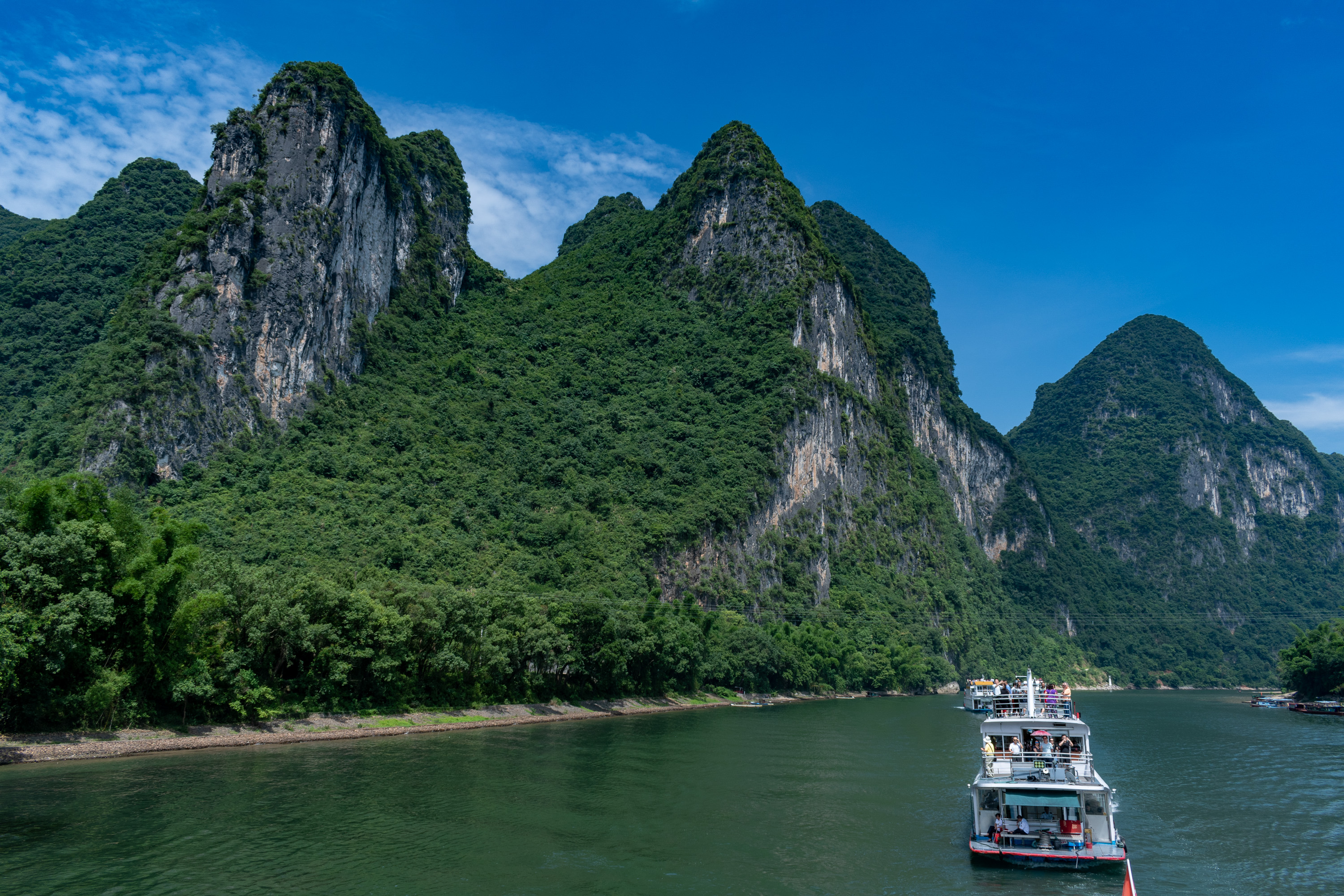
Turmkarst-Landschaft, Guilin (China)

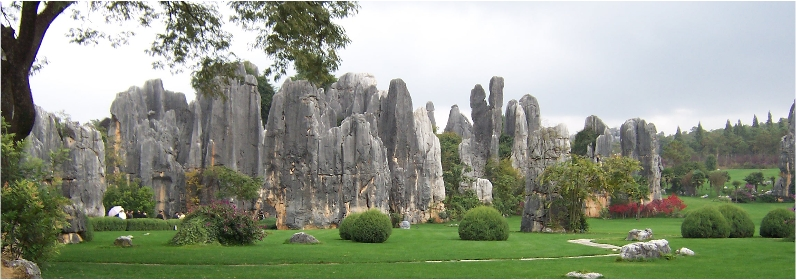
Pinnacle-Karst-Landschaft, Shilin (China)

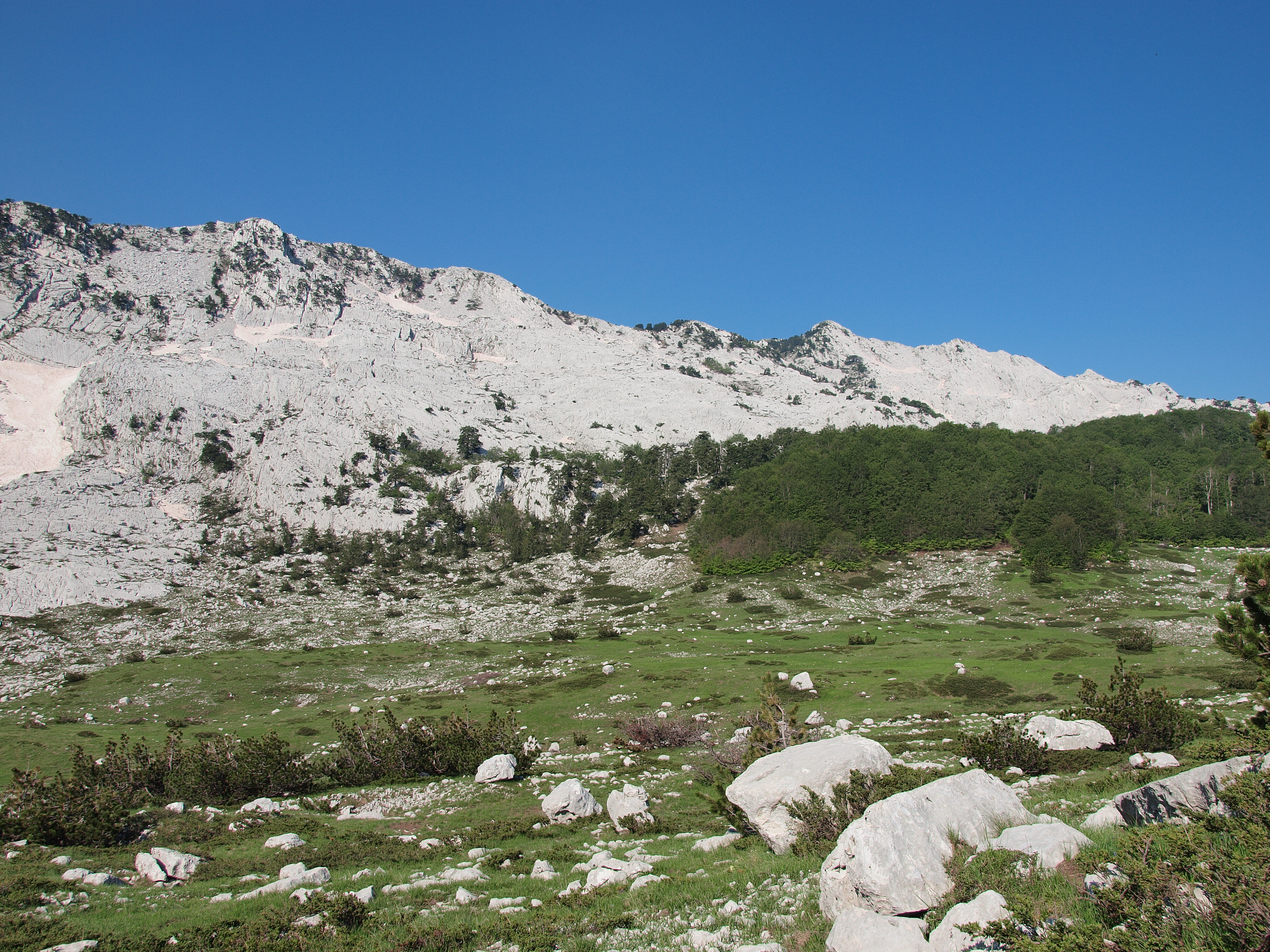
Glaziokarst-Landschaft, Orjen (Montenegro)

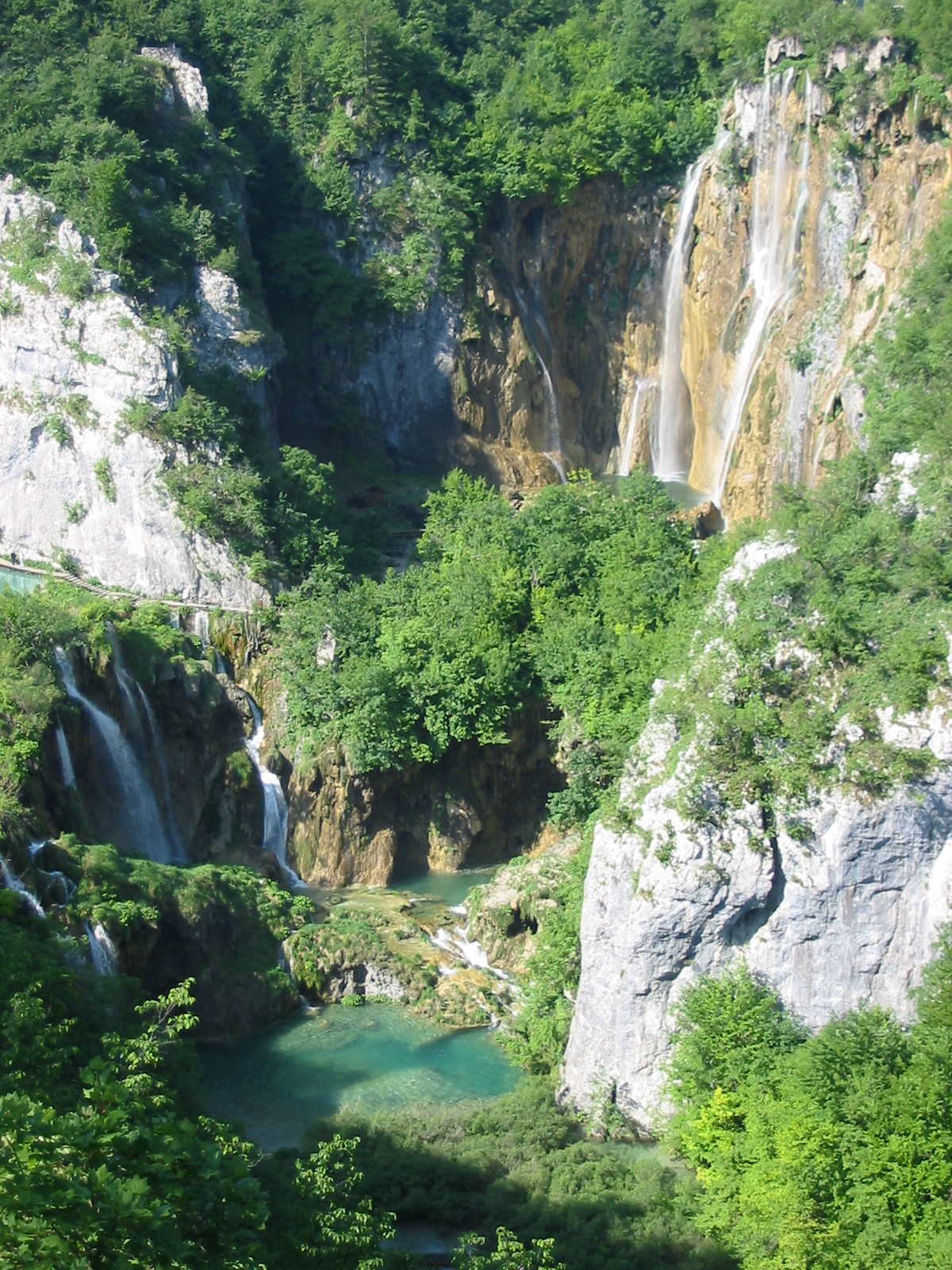
Karst-Wasserfälle und Seen-Landschaft: Nationalpark Plitwitzer Seen (Kroatien)

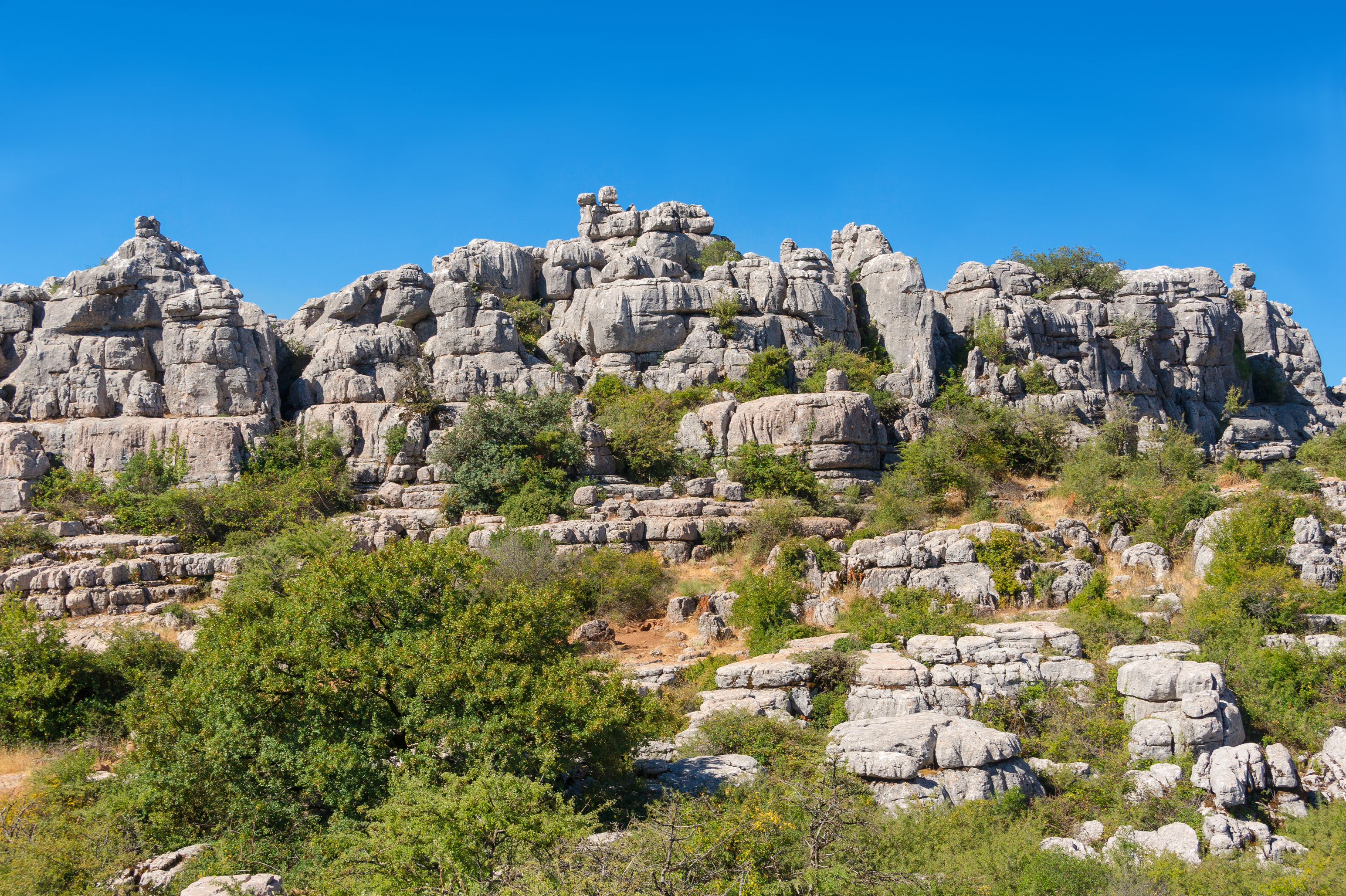
Karst in El Torcal de Antequera, Andalusien (Spanien)

Unter Karst versteht man in der Geologie und Geomorphologie unterirdische Geländeformen (Karsthöhlen) und oberirdische Geländeformen (Oberflächenkarst) in Karbonatgesteinen (auch in Sulfat-, Salzgesteinen und Sandsteinen/Quarziten), die vorwiegend durch Lösungs- und Kohlensäureverwitterung sowie Ausfällung von biogenen Kalksteinen und ähnlichen Sedimenten mit hohem Gehalt an Calciumcarbonat (CaCO3) entstanden sind. Hauptmerkmal ist der überwiegend unterirdische Wasserhaushalt, der nicht auf einer primären Porosität des Gesteins beruht, sondern sekundär und in geologischer Zeit auf einer Korrosion des Gesteins, der Verkarstung.
Großräumig findet sich Karst um das Mittelmeer sowie in Südostasien und Südchina, auf den Großen Antillen, der Halbinsel Yucatán und im Indoaustralischen Archipel, kleinräumiger in den deutschen Mittelgebirgen (Schwäbische Alb, Fränkische Alb), dem Französischen und Schweizer Jura, anderen Teilen der Nord- wie Südalpen sowie allgemein in Westeuropa.
Humangeografisch unterscheidet sich insbesondere die Naturraumnutzung von Karstlandschaften des Mittelmeerraums (= Mediterrans) und Südost- und Ostasiens. Herdenviehhaltung und eine saisonal angepasste halbnomadische Herdentierwanderung sind in den Karstgebirgen des Mediterrans seit der Antike verbreitet, eine entsprechende Nutzung von Karsthochflächen außerhalb des Mediterrans aber kaum; sie wird oft für deren stärkere Degradierung und Entwaldung mit anschließender Schädigung der Bodendecke verantwortlich gemacht, jedoch weisen postglaziale Faunen mit hohem Anteil alpin angepasster Tierarten auf tieflagigen Karstplateaus darauf hin, dass selbst in der heute am höchsten entwickelten mediterranen Karstlandschaft der Dinariden postglazial keine Entwicklung zu Waldlandschaften stattgefunden hat. Kulturtopologisch diametral ist in tropischen Karstländern eine differenziertere agroökonomische Wirtschaftsform mit Kleintierhaltung und Bewässerungsfeldbau etabliert.

## Allgemeines
Tiefgründig entwickelte Karstlandschaften können trotz reichlicher und teilweise hoher Niederschlagsmengen völlig trockene Böden aufweisen.
Karstlandschaften unterliegen einem alterungsbedingten Erosionszyklus. Prinzipiell bedingt sich dieser durch stärkere Korrosion und Erosion unter feucht-tropischen Klimaverhältnissen. Unterscheidungserheblich sind tropische und außertropische Karstformen, ebenso geomorphologisch voll entwickelter Karst (Holokarst) und wenig entwickelter Karst (Merokarst). Verkarstung und Erosion des Karstreliefs sind Teil eines globalen biogeochemischen Stoff- und geologischen Gesteinskreislaufs; speziell hängt der Carbonat-Silicat-Zyklus durch biogene und geologische Prozesse, die Resultat der Evolution des Lebens sind, direkt mit dem Kohlenstoffzyklus zusammen. Carbonate (Calcit CaCO3 und Dolomit CaMg(CO3)2) sind zudem die größten Kohlenstoffspeicher der Erde.

## Etymologie der Begriffe

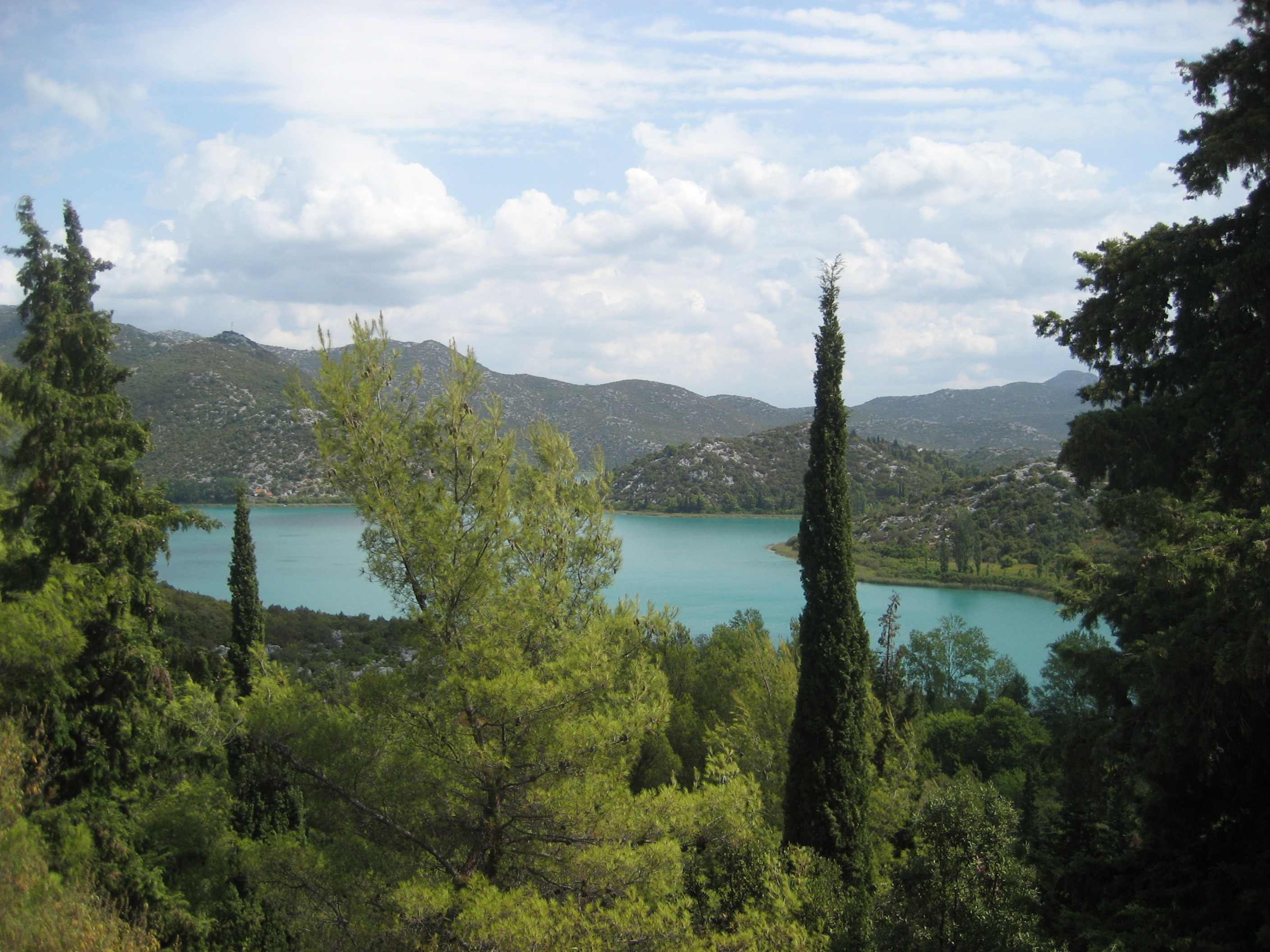
Karst-Seenlandschaft Baćina-Seen nahe Ploče im Süden Kroatiens

Als Typlokalität und damit namensgebend für das geologische Phänomen Karst gilt die Landschaft Karst-Plateau, die auf halber Strecke zwischen Ljubljana und Triest am südöstlichen Rand der Alpen liegt.
In dieser bedeutenden Karstlandschaft, in der auch der größte Karstsee (Sickersee) der Erde liegt, der Cerkniško jezero (deutsch Zirknitzer See), wurde das Phänomen Karst erstmals eingehend erforscht.
Die Forschungsergebnisse durch Wissenschaftler der Habsburgermonarchie, wie Marko Vincenc Lipold (1858), Dionýs Štúr (1858) und Guido Stache (1859), wurden in deutscher Sprache publiziert und daher setzte sich international der deutsche Name Karst durch.
Der Begriff Karst und all seine in anderen Sprachen ähnlich klingenden Namen stammen vom lateinischen Eigennamen der vorwiegend aus Karbonatgesteinen aufgebauten Gebirgslandschaft östlich von Triest, Carsus mit der rekonstruierten indoeuropäischen Wortwurzel *kar- in der Ursprungsbedeutung „Stein, Fels“ ab (systematisierte Bezeichnung aus dem 19. Jahrhundert: slowenisch kras, kroatisch krš oder kras, serbisch-kyrillisch крш oder крас(т), italienisch carso, lateinisch carsus mit der regionalen mittellateinischen Bedeutung „Fels(wand)“; aber immer ursprünglich abgeleitet vom jeweils groß geschriebenen Eigennamen des Gebirges bei Triest, dessen Name wohl von indoeuropäisch am ehesten*kar- „Stein, Fels“ kommt).
Erst im Gefolge des ersten Standardwerks Morphologie der Erdoberfläche (Albrecht Penck, 1884) und insbesondere durch das Wirken des ersten Karstologen Jovan Cvijić, ab 1893 Professor an der Universität Belgrad, etablierte sich die Geomorphologie als eigenständige Wissenschaft. Dabei wurden auch die Lokalbezeichnungen von Karstformen der dinarischen Länder aus dem Slowenischen, Kroatischen und Serbischen für die deutsche und französische Fachsprache verallgemeinert (beispielsweise dolina, polje, ponor, hum). Die Arbeiten von Cvijić mündeten schließlich 1898 in seiner in Wien veröffentlichten Schrift „Das Karstphänomen: Versuch einer morphologischen Monographie“, die als erste zusammenfassende Darstellung von Karsterscheinungen in einer Gesamtbetrachtung gilt.
Mit der Erforschung tropischer Karstgebiete der Karibik und Südostasiens erweiterte sich das Begriffsspektrum (so um die spanischen Bezeichnungen Mogote und Cenote und den englischen Begriff Cockpit).
Die Karstterminologie nutzt damit heute eine Vielzahl von Begriffen unterschiedlicher Sprachen. Durch die historische Entwicklung der Karstforschung weichen einige im Englischen genutzte Begriffe von denen in Mitteleuropa ab.

## Entstehung und Merkmale

### Karbonat und Kohlensäureverwitterung, weitere chemische Verwitterungsvorgänge
Karst entsteht in humiden bis semi-ariden Gebieten, die aus harten, durch Kohlensäure korrodierbaren Massengesteinen mit hohen Gehalten an Kalziumkarbonat(CaCO3), wie Kalkstein, aufgebaut sind. Das Ausgangsgestein ist nicht primär porös; vielmehr verhindern primär poröse Karbonate wie Kreide jede tiefe Verkarstung. Umgekehrt kann die Verkarstung in Gebieten, die aus einförmigen mächtigen Massenkalken aufgebaut sind, bis mehrere tausend Meter unter die Erdoberfläche reichen.
Bei Korrosion von Kalziumkarbonat reagiert zunächst in Wasser physikalisch gelöstes Kohlenstoffdioxid mit diesem chemisch zu Kohlensäure:
{\displaystyle \mathrm {H_{2}O+CO_{2}\rightarrow H_{2}CO_{3}} }
Jene reagiert mit Kalziumkarbonat zu Kalziumhydrogenkarbonat:
{\displaystyle \mathrm {H_{2}CO_{3}+CaCO_{3}\rightarrow Ca^{2+}+2\,HCO_{3}^{-}} }
Beides zusammen ergibt als Bilanzreaktion der Lösung von Kalziumkarbonat:
{\displaystyle \mathrm {CO_{2}+H_{2}O+CaCO_{3}\leftrightharpoons Ca^{2+}+2\,HCO_{3}^{-}} }
Der Doppelpfeil steht für die Umkehrbarkeit der Reaktion, denn kalkgesättigte Lösungen können durch Wiederausfällung von Kalziumkarbonat Gesteine wie Travertin oder Tropfstein neu bilden.
Die Mischung zweier mit Kalziumkarbonat gesättigter Lösungen kann weiteres Kalziumkarbonat in Lösung bringen, wenn die Konzentration des Kalziumkarbonats in den Ausgangslösungen verschieden ist (= Mischungskorrosion). Dabei wird umso mehr zusätzliches Kalziumkarbonat gelöst, je höher die Konzentration in der kalkreicheren Ausgangslösungen war („Paradoxon der Mischungskorrosion“). Dieser Effekt erklärt aber nur zum Teil, warum die im Karstgebirge beobachteten großen Lösungshohlräume nicht an der Eintrittsstelle des Wassers, sondern im Innern des Gebirges zu finden sind. Tatsächlich spielt die Mischungskorrosion nur eine untergeordnete Rolle bei der Höhlenbildung im Karst, da die Unterschiede der Sättigungsgrade der verschiedenen Lösungen meist zu gering ist, um viel Gestein lösen zu können.
Stattdessen hat dieses Phänomen mit der Sättigungskurve kohlensäurehaltigen Wassers mit Kalziumkarbonat zu tun. Das Wasser kann zwar bis zu einer Sättigung von rund 80 % schnell Kalziumkarbonat aufnehmen, danach lässt die Lösungsgeschwindigkeit aber stark nach. Bis zu einer vollständigen Sättigung dauert es sehr lange und so bleibt das Wasser auch in tiefen Gebieten des Karstes noch leicht aggressiv und kann Gestein langsam lösen.
Eine andere Verwitterungsreaktion, die bei Verkarstung eine Rolle spielen kann, ist die Chelat-Komplexierung von Metallionen durch im Boden vorfindliche organische Säuren, etwa Huminsäuren. Der Prozess wird als chemisch-biotische Verwitterung bezeichnet.

### Verkarstung

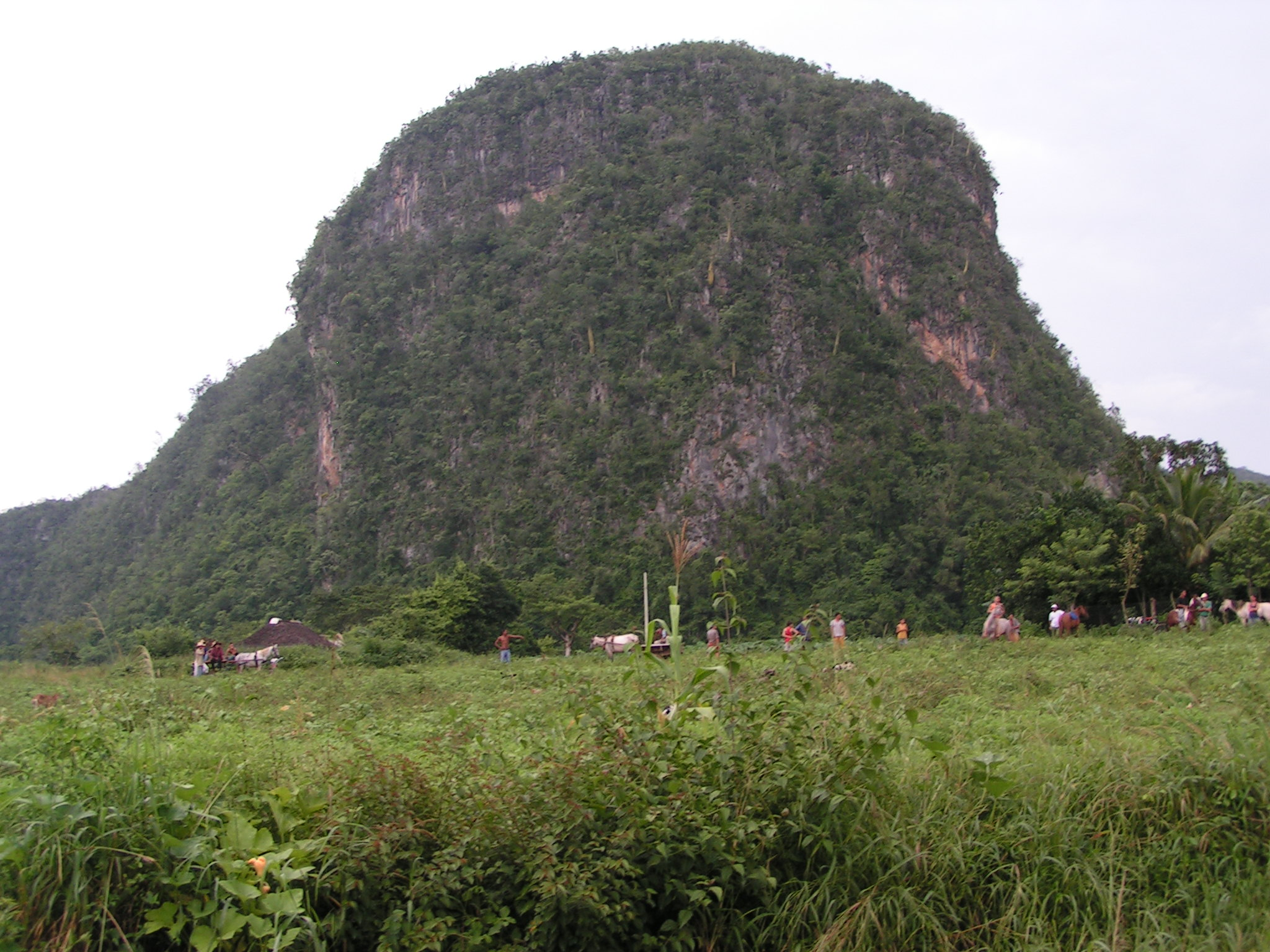
Jurazeitliche Viñales-Formation eines tropischen Karstkegels (Mogote) im Valle de Viñales auf Kuba

Da Karstgestein durch Kohlensäure gelöst wird (= Kohlensäureverwitterung) und Niederschlagswasser durch dabei entstehende Kanäle unterirdisch abfließt, entspringen im Karst kaum Flüsse. Dafür fließen durch alle Karstregionen andernorts (d. h. im Nicht-Karst) entsprungene Flüsse; fachsprachlich: Flüsse in Karstregionen sind allochthon, nicht autochthon. Besonders in den feuchten Tropen tragen Flüsse stark zur Formung dortiger Karstregionen bei. Karstformen sind daher nicht nur als größere oder kleinere geschlossene Formen zu finden, sondern insbesondere in den Tropen auch als Mischformen mit den offenen Erosionsformen flussdurchzogener Reliefe. Der Karst ist also nicht grundsätzlich ein außerpolarer Gegenpol zu flussfeuchten Regionen, auch wenn dies oft behauptet wird.
Wenngleich Karsterscheinungen im Mikro- wie auch im Makrobereich ausnahmslos Folgen chemischer Vorgänge sind, ist doch die Reliefbildung von Karst-Großlandschaften auch anderen Prozessen unterworfen, die von hydrogeographischen und klimatischen Bedingungen und tektonischen Voraussetzungen abhängen. Beispielsweise wird vergletscherter Karst in Hochgebirgen als Glaziokarst bezeichnet, dortige Gletscher selbst als Karstgletscher, und an Karstgletscher gebundene physikalische Vorgänge bedingen ein besonderes Relief des Glaziokarstes unter ihnen.

### Klimatisch-geologische Vorbedingungen
Prinzipielle Voraussetzungen der Entwicklung eines Karstreliefs sind für Kohlensäureverwitterung anfälliges Gestein sowie die Verfügbarkeit flüssigen Wassers (somit eine passende Temperatur), damit die gegebene Klimazone und Höhenstufe. Karst entsteht typischerweise auf anstehendem Kalkstein in subhumiden bis humiden Klimazonen, von den Tropen bis zu kühlgemäßigten Breiten, von der Küste bis in subnivale Höhenlagen der Hochgebirge.
Verkarstung wird durch hohe Bodenkonzentration von Huminsäuren im Boden befördert (s. o. Abschnitt „#Karbonat und Kohlensäureverwitterung, weitere chemische Verwitterungsvorgänge“). In den Tropen begünstigt die Vegetation diesen Umstand und damit hiervon abhängige Verkarstungsvorgänge. In gemäßigten Breiten ist der Zusammenhang nur im Mikrobereich wirksam, vor allem unter Moospolstern.
Qualitativ hängt die Bildung des Karstreliefs vor allem von der Niederschlagsmenge und von der Reinheit sowie Mächtigkeit der Massenkalke ab. Reinheiten des Kalziumkarbonats von 99 % und jährliche durchschnittliche Niederschlagsraten von bis zu 5000 mm im Jahr in Montenegro und Neuguinea oder auch von 2500 mm pro Jahr in Südwest-China sind der Entstehung ausgeprägter Karstformen förderlich. Geringere Reinheiten des Kalziumkarbonats und Niederschläge unter 500 mm im Jahr verhindern stärkere Verkarstung. Auch verkarsten weiche Kalksteine mit hohen Tongehalten (Mergel) kaum, harte korrosionsbeständige Carbonate mit hohen Magnesiumgehalten wie Dolomit sehr langsam.
Voll entwickelte Typformen des Karstes, so genannte Vollformen (vgl. Abschnitt „Klimageomorphologische Karsttypen“), sind darüber hinaus immer Ergebnis einer ununterbrochenen Entwicklung mit nur geringer klimatischer Variation über geologische Zeiträume, in denen die genannten günstigen Bedingungen der Verwitterung vorherrschten.

### Bedeutende Karbonatserien

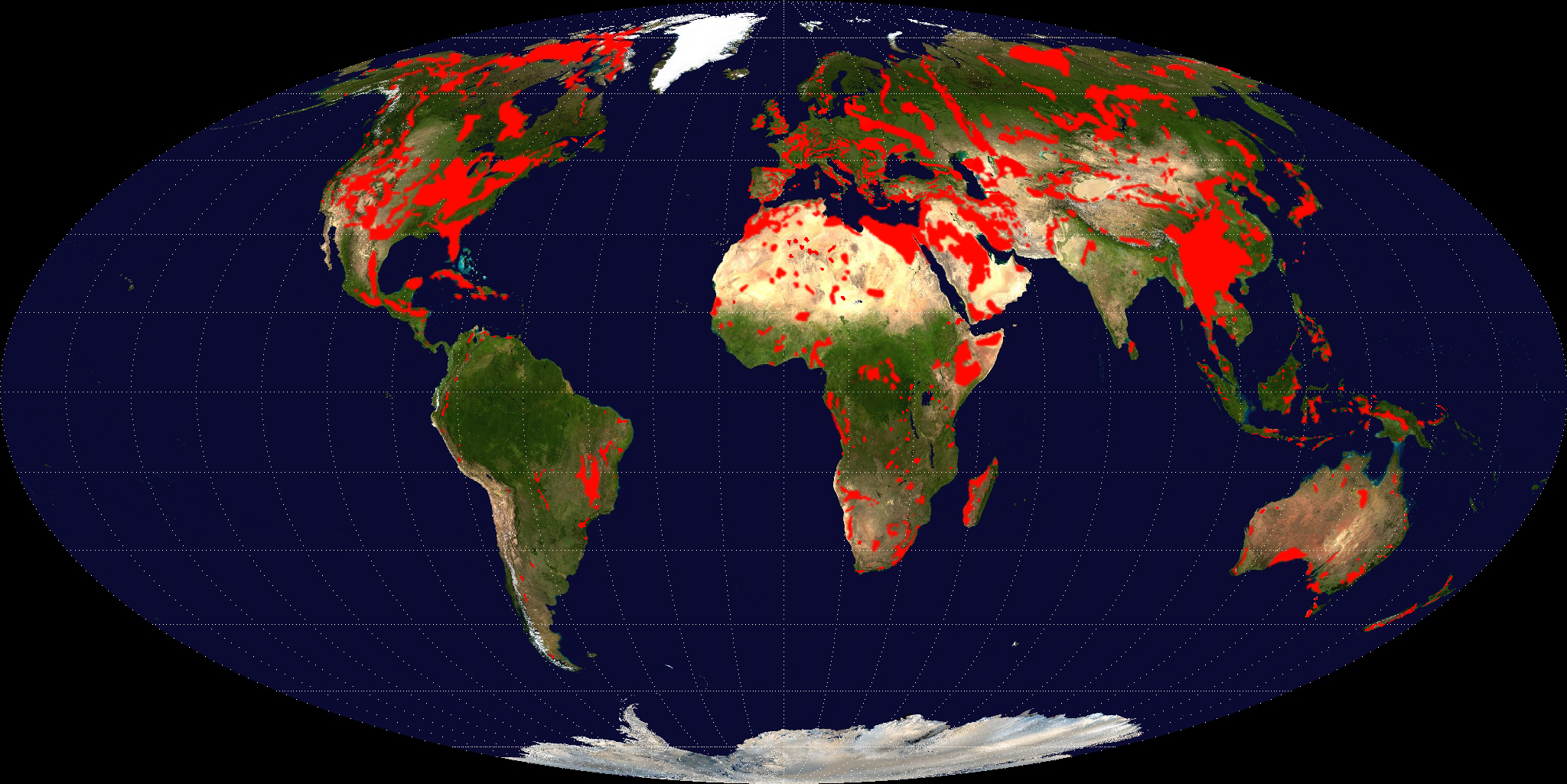
Aufgeschlossenes Karbonatgestein (ohne Evaporite) bedeckt ca. 20 % der eisfreien Landfläche

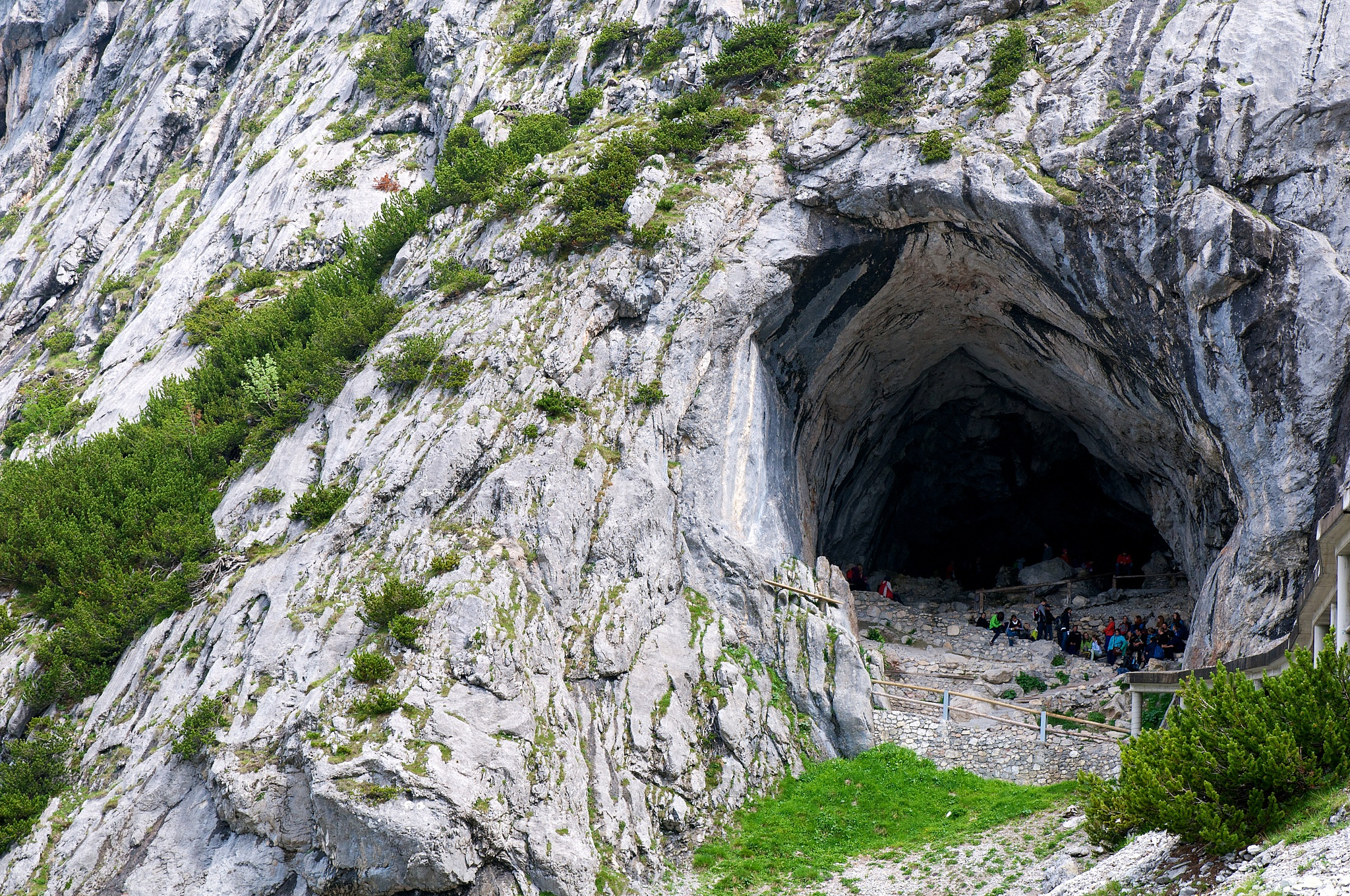
Die Eisriesenwelt (Dachsteinkalk) in Österreich

Im alpinen Mitteleuropa ist besonders der Dachsteinkalk ein verkarstungsfähiges Gestein, während der Hauptdolomit hier keine Karstlandschaften bildet.
Den Hauptteil des Dinarischen Gebirges, des größten europäischen Karstgebiets, stellen fast ausschließlich dolomitische und andere karbonatische Sedimente, deren Entstehung vom Devon bis Neuzeit reicht. Die Mächtigkeit der kretazischen und jurassischen Kalke beträgt hier in der Hochkarstzone mehr als 4 km, und die Verkarstung reicht bis unter das Meeresniveau hinab, was untermeerische Karstquellen belegen.
Verwandte Karstregionen finden sich in den zirkummediterranen Kalkdecken der jungalpidischen Faltengebirge des Thetysbeckens zwischen Marokko und Iran.
Harte, reine mesozoische Kalke liegen auch den Turm- und Kegelkarstformationen der Tropen wie etwa den geologischen Formationen des Oberen Jura im kubanischen Valle de Viñales zugrunde. Die Basis der dortigen Mogoten bildet der älteste, hauptsächlich aus sehr unreinen Kalken wechselnder Ablagerungsbedingungen bestehende Abschnitt namens Jagua. Die Mogoten selbst hingegen entsprechen dem als Viñales-Formation bezeichneten mittleren Abschnitt, einem sehr reinen Massenkalk (über 98 % CaCO3).
Des Weiteren liegen Turm- und Kegelkarsten kontinuierliche und langsame Hebungen durch neotektonische Vorgänge zu Grunde. Bei rascherer Hebung überwiegt Erosion gegenüber Korrosion, und trotz reiner, mächtiger Kalke und hoher Niederschlagsraten entsteht keine dem Turmkarst vergleichbare Form, sondern eine Steilstufe. Ein Beispiel ist die Bucht von Kotor, die durch die rasche neotektonische Hebung der Adriatischen Platte entstand.

### Erosionszyklus von Karstlandschaften
Die qualitativen Voraussetzungen einer Verkarstung (siehe Abschnitt „Klimatisch-geologische Vorbedingungen“) bestimmen auch deren Fortschreiten. Wenngleich ähnliche Erscheinungen zwischen den ausgemachten Karstregionen beobachtbar sind, sind verschiedene Karsttypen regional unterschiedlich häufig. In geologischer Zeit spielen hierbei weitere Einflüsse wie Faltungen und Verwerfungen der Gesteinsschichten eine Rolle. Bei rascher tektonischer Hebung kann Erosion die Karstbildung auch verhindern, wie beispielhaft in der Bucht von Kotor zu beobachten ist (siehe Abschnitt „Bedeutende Karbonatserien“).
Insbesondere die von William Morris Davis begründete Anschauung des Erosionszyklus machte die zyklische Entwicklung der Karstlandschaften verständlich. Das von Alfred Grund (1914) als Betrachtung des Jamaikanischen Cockpit country vorgestellte, einfache vierstufige Modell ist heute ein Modell für Karstgebiete der Tropen. Jovan Cvijićs komplexes Erosionszyklus-Modell (1918) für den (ursprünglich für exemplarisch gehaltenen) Dinarischen Karst trifft nur auf Karstgebiete zu, in denen wasserdurchlässige und wasserundurchlässige Sedimente einander schichtweise abwechseln, wie etwa im Flysch der Dinariden.

### Karsthydrologie

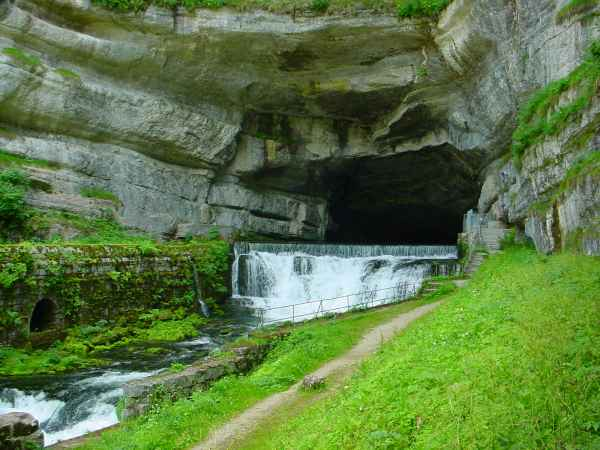
Karstquelle der Loue

Ein Karst bildet ein typspezifisches unterirdisches Abflussregime aus, das karsthydrologische System. Solche Systeme gestalten die geomorphologische Entwicklung von Karstlandschaften wesentlich mit. Unterschiedliche Anschauungen über ihre Funktionsweise führten innerhalb der Karstologie zu heftigen Debatten (Schule des Karstgrundwassers versus Schule der unterirdischen Karstflüsse). Erst Alfred Grund (1903, 1914) und Jovan Cvijić (1893) entwarfen, auf Beobachtungen in den Dinariden gestützt, eine weiterführende Theorie. Karsthydrologische Fragestellungen sind bis heute ein Schwerpunkt der Karstforschung und berühren die hydrogeologische Ingenieurwissenschaften, die im Karst besonders schwierige und aufwändige Trinkwasserversorgung, den Hochwasserschutz sowie die Errichtung von Wasseringenieurbauten wie große Stauwehren und Wasserkraftwerke. Zur Untersuchung der in Karstgebieten auftretenden wasserwirtschaftlichen und kulturlandschaftsbezogenen Probleme finden eigens hierfür entwickelte karsthydrologischer Untersuchungen Anwendung, bei denen insbesondere Tracer und geologische Bomben zur Verfolgung des Karstwassers eingesetzt werden.
Zum Schatz der Karstformen (der ebenfalls als „Karsthydrologie“ bezeichnet wird) zählen außer den unterirdischen auch alle speziellen, die im Gefolge von Ponoren, Estavellen, Karstquellen, Poljen, Trockentälern, Turloughs und Sickerflüssen im Karst auftreten. Für ihre Entstehung ist die dreischichtige hydrologische Zonierung des Systems wesentlich, wie sie erstmals von Grund und Cvijić beschrieben wurde; diese Autoren führten auch den Begriff Karstgrundwasserspiegel ein.

## Karsttypen und geologische Entwicklung von Karst

### Klimageomorphologische Karsttypen

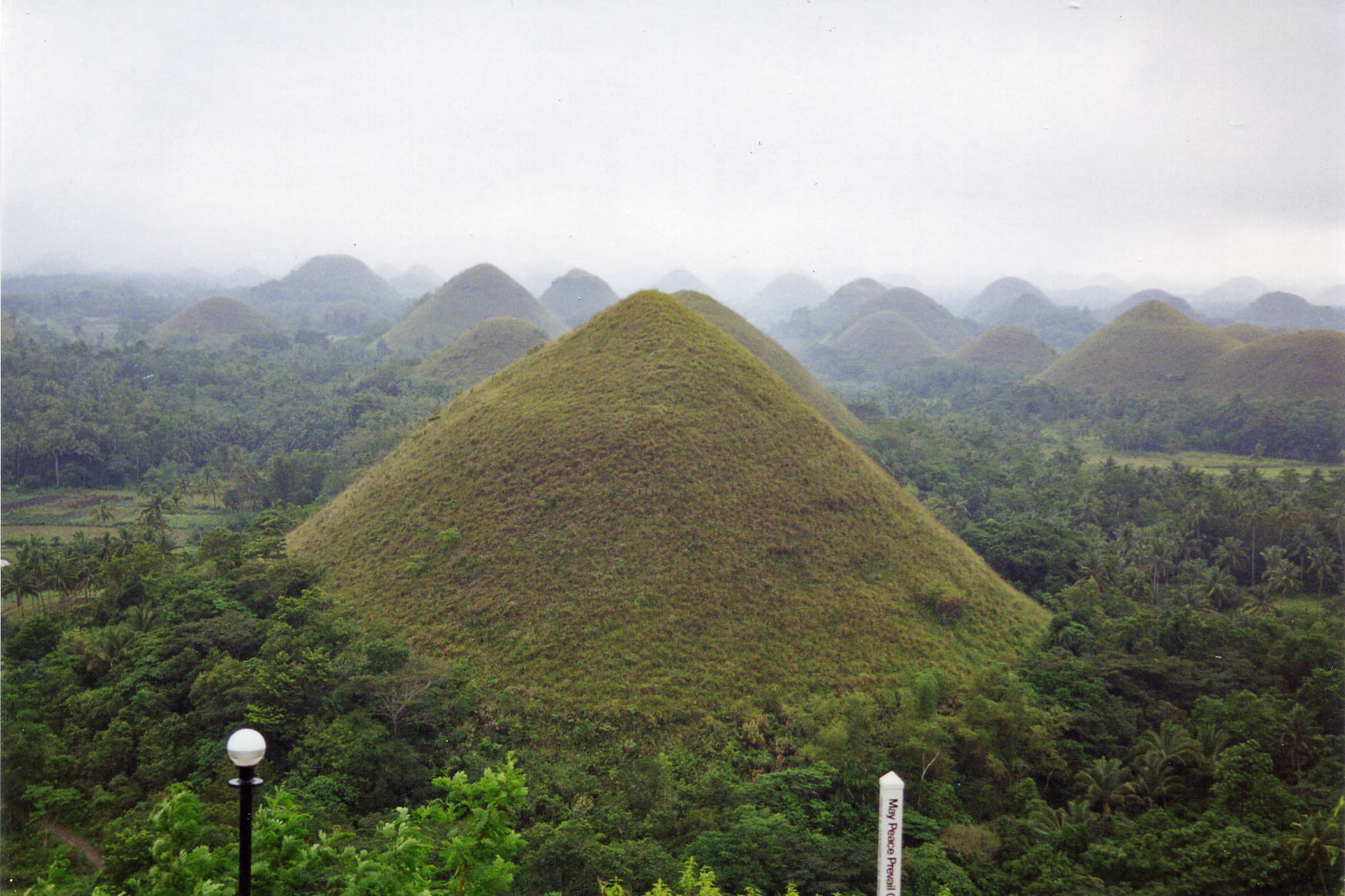
Tropischer Kegelkarst, Chocolate Hills auf der Insel Bohol, Philippinen

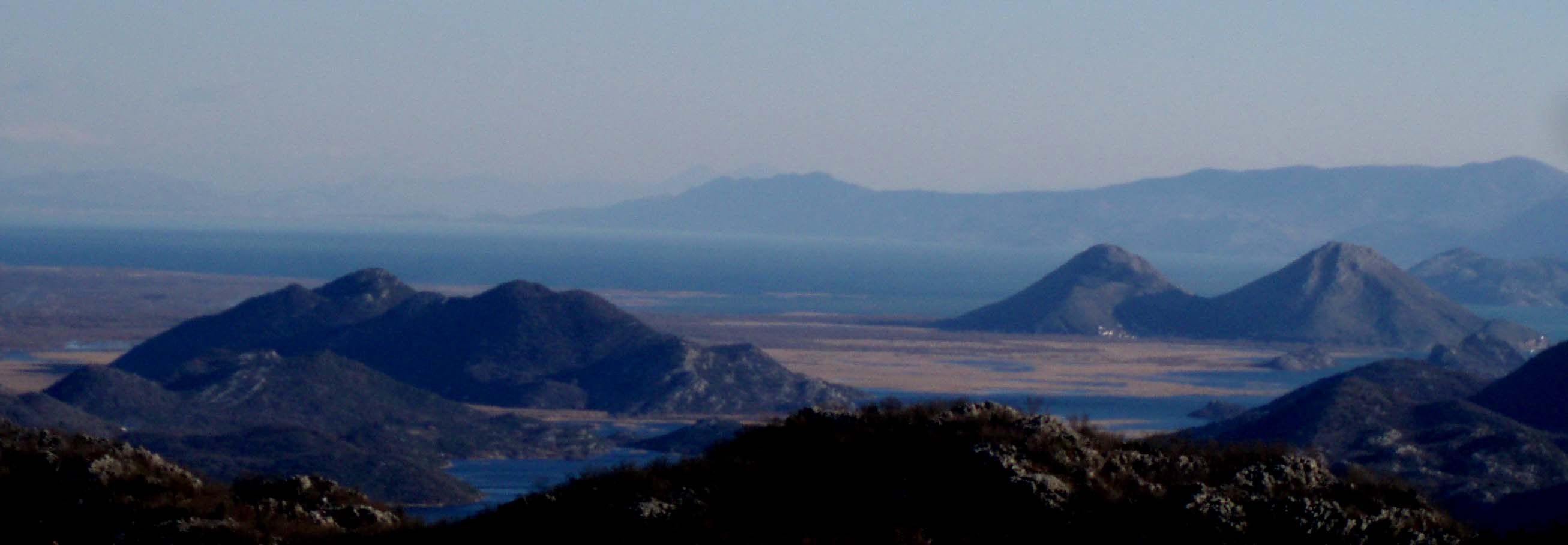
Subtropische Karstkegel (Humi, im Bild rechts) im Skutarisee in Montenegro

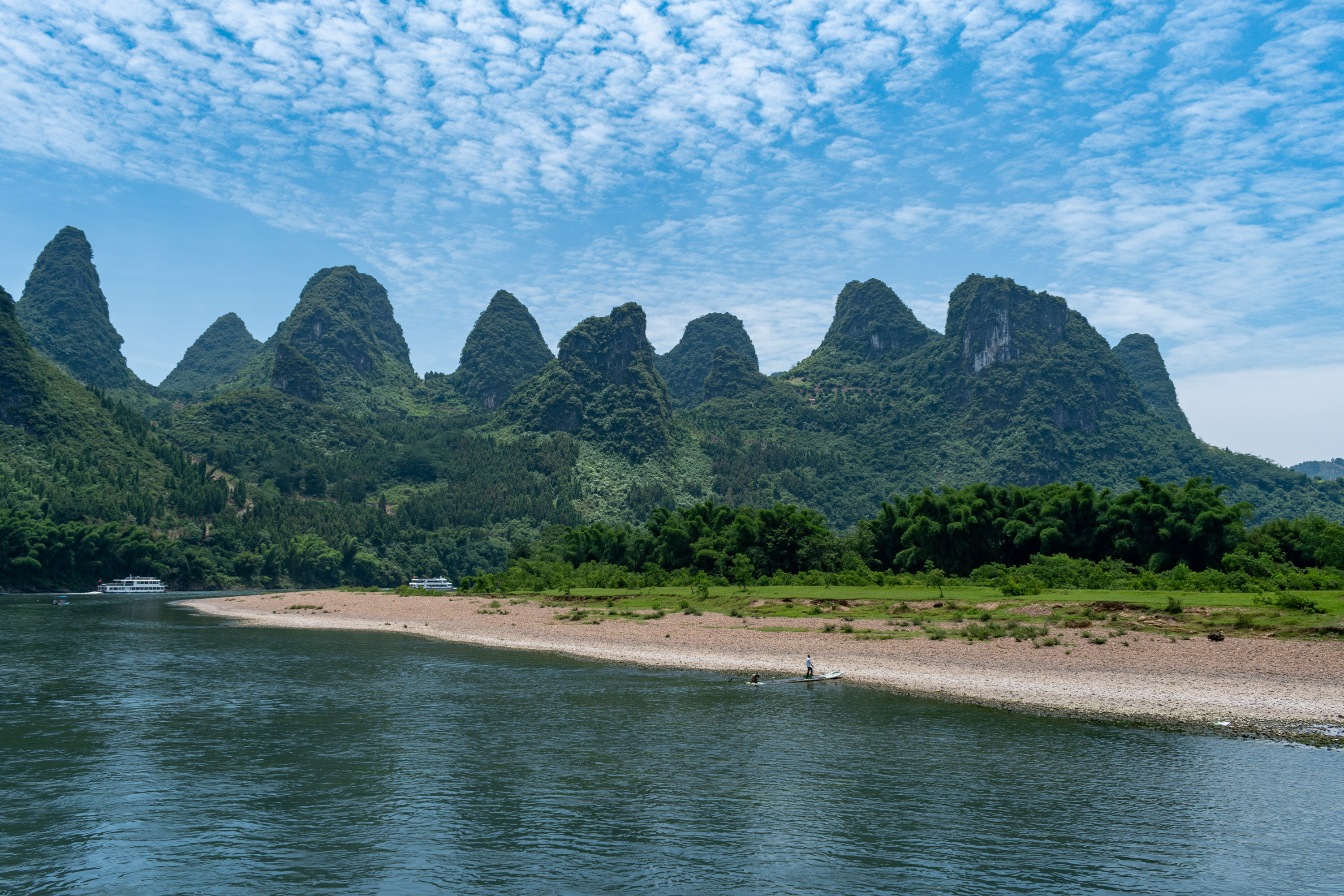
Tropischer Turmkarst (Fengcong) am Li Jiang in Guilin in Südwest-China

Klimageomorphologisch wird zwischen den Karstformen der gemäßigten, subtropischen und tropischen Regionen unterschieden.
Lediglich anteilig verkarstete Landschaften werden geomorphologisch als Merokarst bezeichnet. Sie sind in den gemäßigten Breiten zu finden, weil dort außerhalb der Hochgebirge meist mächtige Massenkalke fehlen, und die geologische Evolution des Karstreliefs durch die Eiszeiten besonders stark beeinträchtigt wurde.
Im Fluviokarst sind definitionsgemäß fluviale Formen wie Großschluchten oder Klammen zu finden, die allochthon in anderen geologischen Formationen entspringen (s. Abschnitt Verkarstung). Allerdings wird Merokarst häufig unscharf als „Fluviokarst“ bezeichnet, obwohl der Karst selbst im Fluviokarst voll entwickelt sein kann. Fluviokarst tritt zumeist in gemäßigten Breiten auf.
Der voll entwickelte Karst, Holokarst genannt, bildet tropische und subtropische Karstlandschaften. Im tropischen Holokarst vorfindliche Vollformen (s. Abschnitt Klimatisch-geologische Vorbedingungen) sind die steil aufragende Bergkuppen des Kegel- und des Turmkarstes. Im mediterranen Raum sind vereinzelte, Hum genannte Karstkegel in den feuchteren und wärmeren Regionen des dinarischen Karstes (Herzegowina, Montenegro) bezeugt; ansonsten fehlen dort Vollformen überwiegend, da ihre Bildung durch die pleistozänen Kaltzeiten unterbrochen ist.

#### Entwicklung und Einteilung von Karsttypen
Karstlandschaften unterscheiden sich vor allem durch die Ausprägung der unterirdischen Karsthydrologie, die einen Großteil der oberflächlichen Karstformen erklärt. Ist die Karsthydrologie vollständig entwickelt, so erfolgt ein praktisch vertikaler Wasserabfluss, der sich besonders im Holokarst zeigt. Hier fungieren als Besonderheit Poljen als intermittierende horizontale hydrologische Knoten des karsthydrologischen Geschehens, weil Poljen oft kurze periodische oder beständige Sickerflüsse haben, sowie saisonal überschwemmt werden können.
Ist ein karsthydrologisches System nicht vollständig entwickelt, wird vom Merokarst gesprochen. Dieser zeigt nur einen Teil des Karstformenschatzes; Großformen wie Uvalas, Poljen sowie tiefe Karstschlote und alle Vollformen fehlen.

#### Merokarst
Merokarst tritt in kühlgemäßigten Breiten auf. Bekannt ist Merokarst in Mittel- und Westeuropa.
Typisch entwickelt sind Karren und Schlucklöcher sowie kleine und flache Dolinen. Da diese Karstlandschaften immer vegetationsbestanden sind, wird hier auch vom „Grünen Karst“ (= Karst unter Humus oder Sedimentschichten) gesprochen.

#### Holokarst
Holokarst tritt in tropischen, subtropischen und teilweise in gemäßigten Breiten auf.
Im Holokarst treten alle Karstformen auf, insbesondere die großen Einebnungsflächen der Poljen, in den Tropen gehäuft auch die Vollformen der Karstkegel. Das karsthydrologische System ist dabei nicht zwangsläufig nur unterirdisch, und eine Wechselwirkung zwischen geomorphologischen Prozessen der Verkarstung und fluvialer Reliefdynamik, so insbesondere im Süd-Chinesischen Karstgebiet von Guilin, können kennzeichnend sein.
Für den Holokarst der Subtropen ist zudem die Interferenz zu den pleistozänen Prozessen von Bedeutung. Durch eiszeitliche Abkühlung und vermehrte glaziale, fluvioglaziale und periglaziale Prozesse sind insbesondere Karsthochgebirge sowie an deren Gebirgsfuß liegende Poljen durch die Dynamik von fluvioglazialen- und teilweise auch glazialen Ablagerungen umgestaltet. Dies trifft insbesondere für alle Karstgebirge des Mediterrans zu.
Zum Holokarst zählen die Karstlandschaften des Dinarischen Karstes, Kegelkarstes und Turmkarstes.

##### Dinarischer Karst

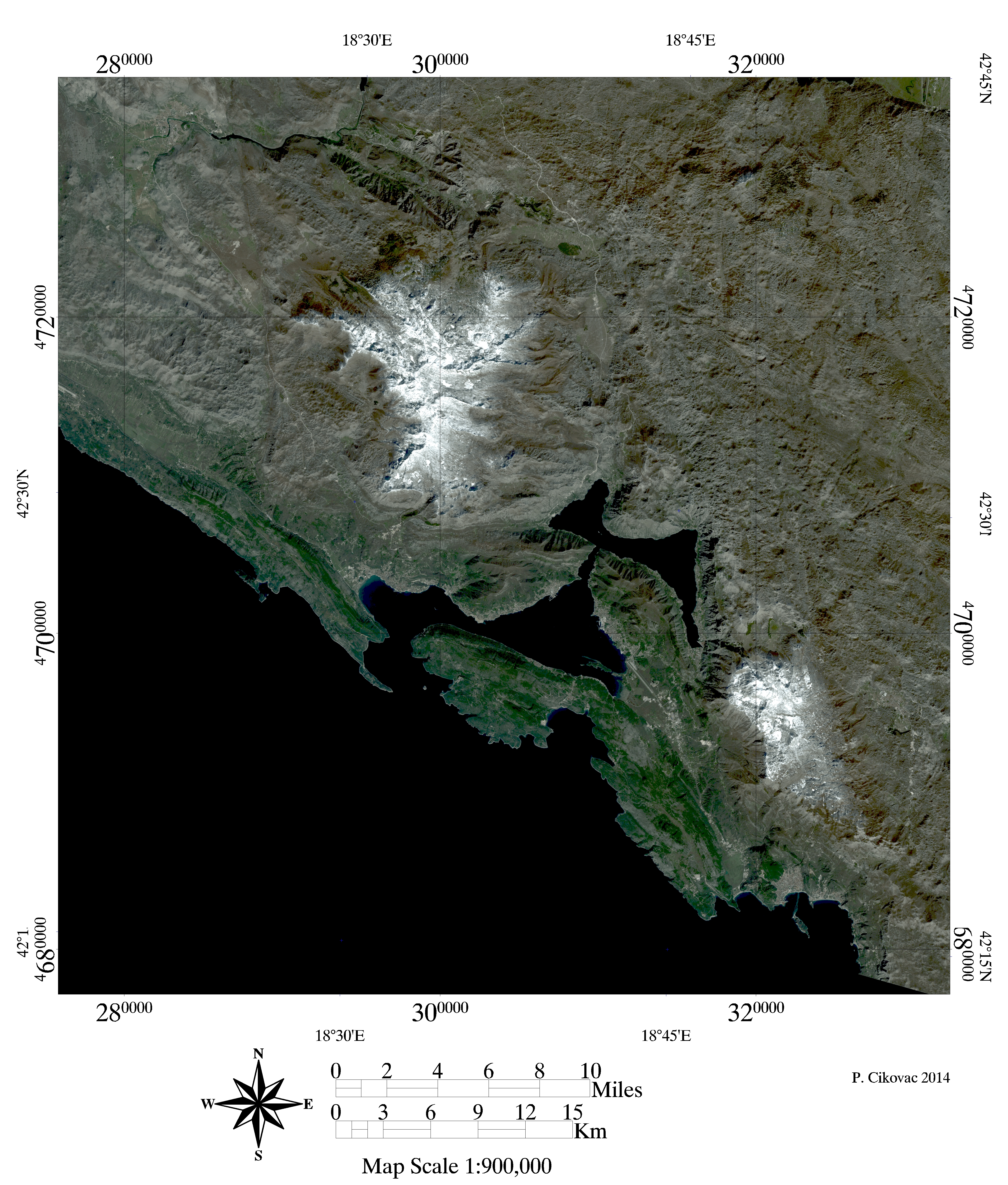
An der montenegrinischen Küste ist das überflutete Karst-Trockental der Bucht von Kotor über 1000 m in die Hochkarst Zone eingeschnitten

Dinarischer Karst oder „Dolinenkarst“ ist Typform des mediterranen Karstes, der durch Dolinen-Reichtum, Großpoljen und oberflächliche Wasserarmut gekennzeichnet ist. Er ist im mediterranen Becken verbreitet.
Übergänge des Typs des Dinarischen Karstes erfolgen bei hohen Niederschlägen (per-humides Klima) zum Polygonalen Karst und bei hohen Niederschlägen und gleichzeitig hohen Temperaturen (subtropisch (per)-humid) zum Cockpit-Karst.
Alle Hochgebirge des Dinarischen Karstes haben insbesondere mindelzeitlich eine starke Vergletscherung erfahren. Die Schneegrenze sank hier auf unter 1200 m und geomorphologische Formen des Glaziokarstes, sowie glaziale und fluvioglaziale Sedimente nehmen große Bereiche ein.

##### Polygonaler Karst
An den Stellen, wo sehr viele Dolinen auf sehr engem Raum auftreten, und zum Teil nur schmale Rücken dazwischen stehen bleiben, spricht man von polygonalem Karst, die Durchmesser bis zu 400 m erreichen. Diese Form ist in Neuguinea, Neuseeland und den littoralen Dinariden verbreitet.

##### Cockpit-Karst
Cockpit-Karst leitet sich von einer Landschaft Jamaikas ab, die Cockpit country heißt. Das Cockpit-Country war eine der ersten bekannt gewordenen Karstlandschaften der Tropen.
Das eigentliche Cockpit-Country ist eine unzugängliche, wie mit Pockennarben übersäte Landschaft, das aus sehr steilen, zum Teil bis 120 m tiefen Vertiefungen, den so genannten Cockpits, und diese trennende Hügel und Grate aufgebaut ist. Cockpits finden sich in allen Karstregionen, die über sehr hohe Niederschläge verfügen, haben aber regional unterschiedliche Namen: auf Jamaika Cockpit, in Neuguinea Polygonaler Karst, in der dinarischen Region Boginjavi krš.
Der Boden der Cockpits ist meist flach und kann von eingeschwemmten Sedimenten bedeckt sein. Im Unterschied zur Doline ist der Boden deutlich ausgeweitet und die Hänge sind nicht trichterförmig (nach innen konkav), sondern bestehen aus mehreren zum Inneren des Cockpits konvex vorgewölbten Segmenten. Deshalb ist der Boden der Cockpits auch nicht rund, sondern sternförmig.

##### Pinnacle Karst

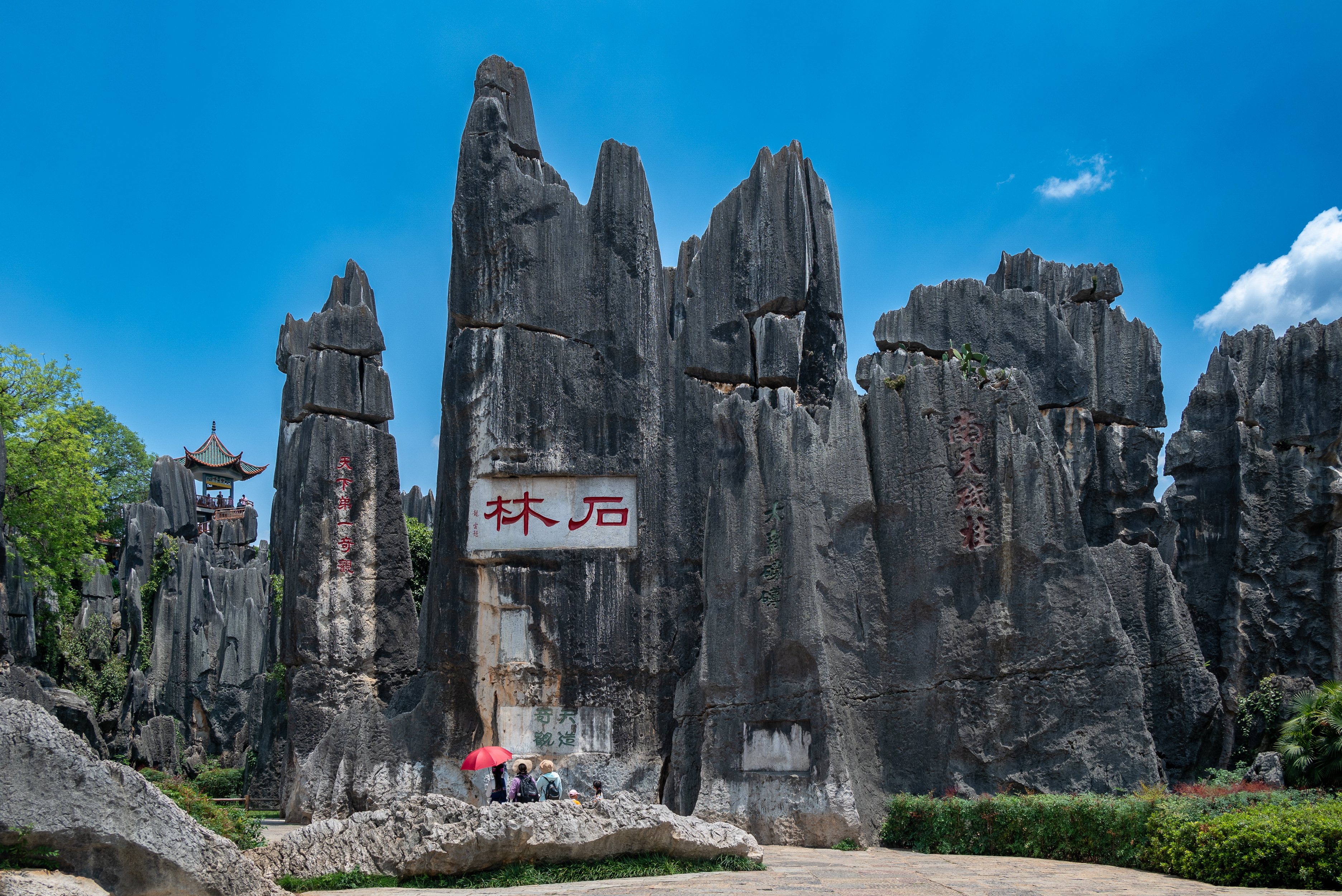
Pinnacle Karst, Shilin, Süd-China

Zuerst als Karstform des südchinesischen Karstes beschrieben, ist der Pinnacle Karst eine Form der Großkarrenbildung tropischer Klimate.

##### Kegelkarst
Zu dieser Typform des volltropischen Karstes gehören Mogote, Cockpit und Honeycomb. Sie entsteht in Abwesenheit starker fluvialer Erosion und ist auf Kuba und Jamaika verbreitet, daneben in Indonesien und auf den Philippinen.

##### Turmkarst
Turmkarst ist eine Typform des randtropisch-subtropischen und tropischen Karstes, der durch starke Erosion entsteht; jene wird häufig durch wasserreiche Flüsse oder die See verursacht. Turmkarst ist in Südwestchina verbreitet, dortige Formen heißen peak cluster (chin. fēngcóng) oder Turmwald (peak forest, chin. fēnglín). Die Typform kommt auch in Vietnam, Indonesien, Malaysia und Thailand vor.

#### Glaziokarst

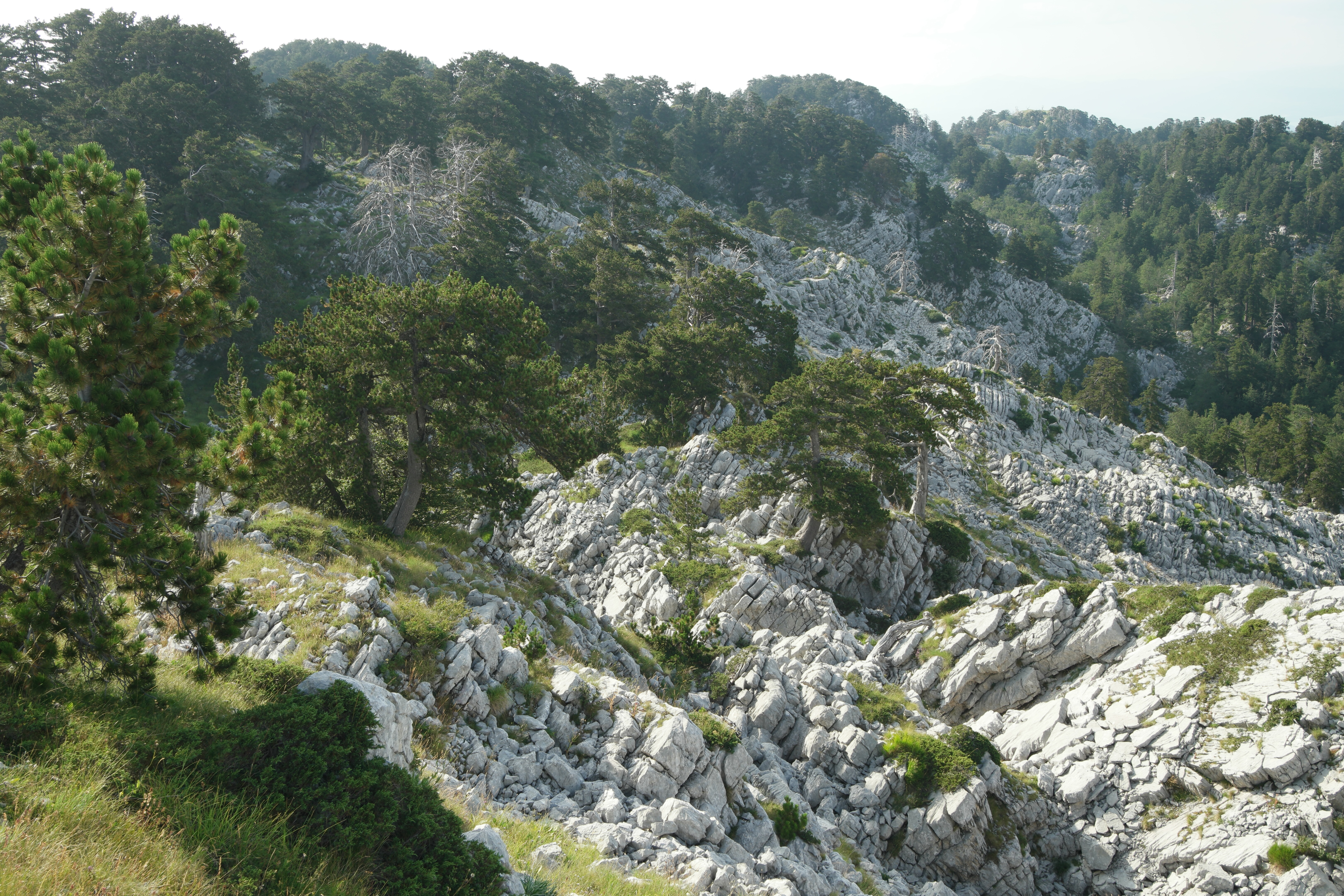
Schichttreppenkarst, nördlicher Hang des Jastrebica-Kamms

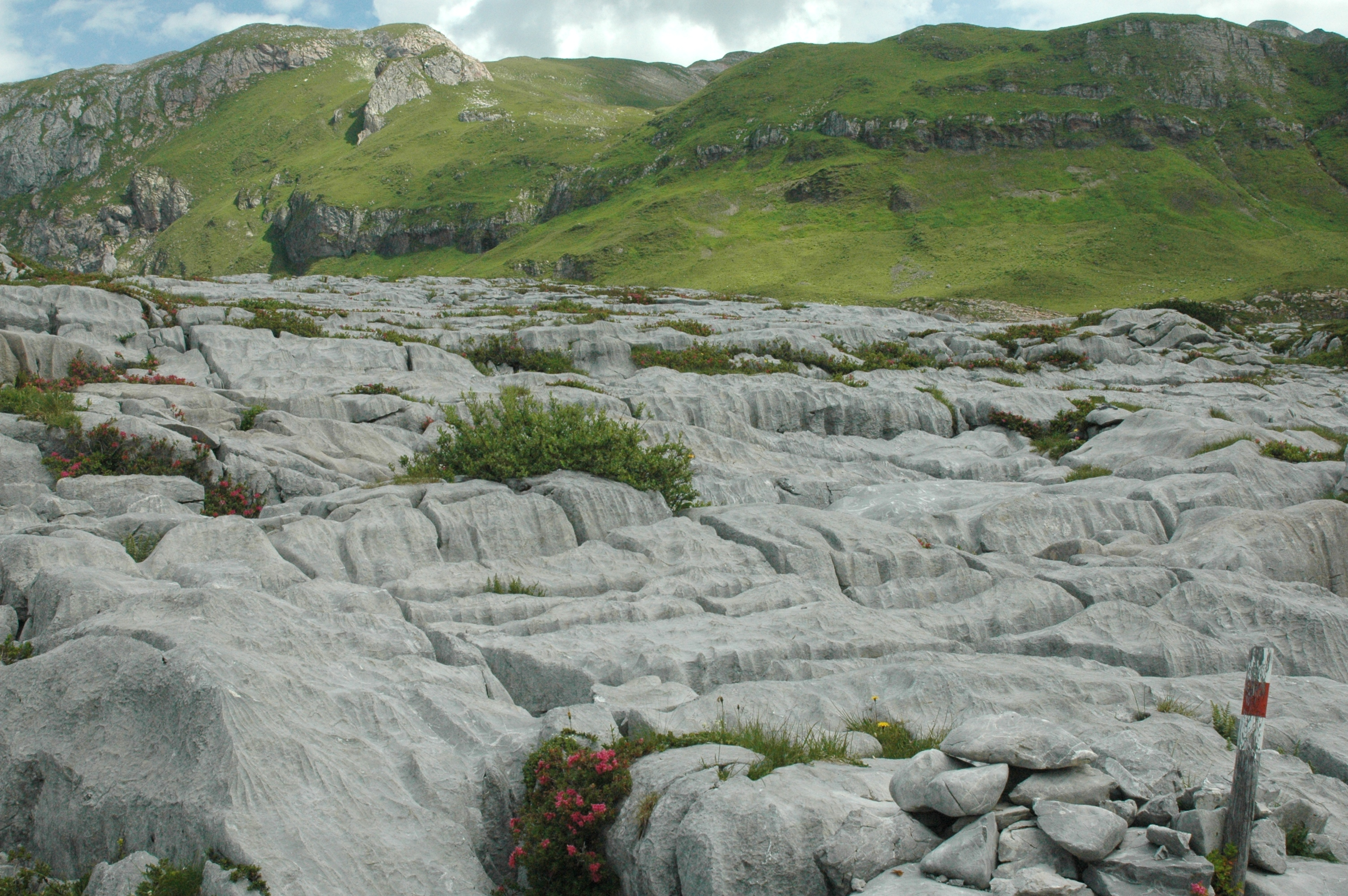
Schichttreppen im Steinernen Meer

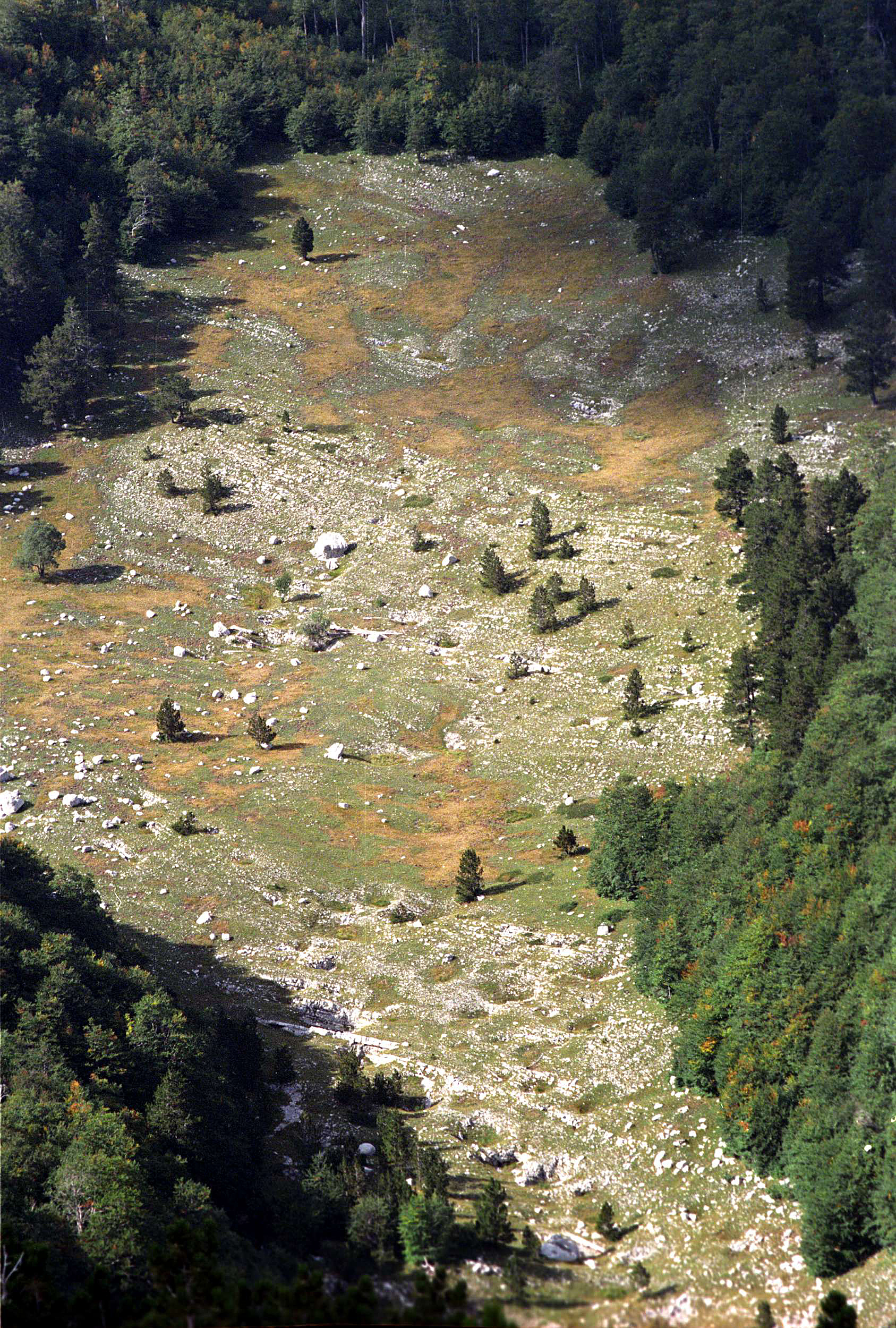
Glazial umgestaltetes Trockental mit Grund-, Seiten- und Endmoräne sowie erratischen Blöcken, Orjen

Als Glaziokarst oder Alpiner Karst werden rezent aktive Karstlandschaften der Hochgebirge bezeichnet, die während der Eiszeiten vergletschert waren und reliktisch alpine Glazialformen aufweisen, jedoch meist keine rezente fluviale Dynamik mehr zeigen. Charakteristische Formen im Glaziokarst sind Karst-Hochplateaus, steile Karschwellen und Kartreppen, Schichttreppen und Rundhöcker, die durch glaziale Abrasion von Karstgebirgen gekennzeichnet sind und auf denen es nur langsam zu Bodenbildung kommt. Die rezente Verkarstung der ehemals vergletscherten Gebiete ist daher meist sehr jungen Datums und von geringer meist oberflächlicher Entwicklung, jedoch fehlen in den meisten der zum Glaziokarst gehörenden Gebirge üblicherweise Quellen und zumeist auch die sonst üblichen Karseen, da auch hier die unterirdische Karsthydrologie rasch nach dem Abschmelzen der Gletscher überwiegt. Dolinen sind klein und flach, Höhlen können aber schon während glazialer Phasen durch Schmelzwasser der Gletscher teilweise auch direkt unter der Gletscheroberfläche entstanden sein. Das präglaziale Relief spielte für die Bildung von Gletschern zum Teil eine entscheidende Rolle und ein besonderer Gletscher-Typus wird auch nach seiner geomorphologischen Begünstigung als Karstgletscher bezeichnet. Glaziokarst findet sich insbesondere in den Hochplateaus der Nördlichen Kalkalpen (z. B. Zugspitzplatt, Leutascher Platt, Koblat, Hoher Ifen, Reiteralpe, Steinernes Meer, Lattengebirge, Untersberg) und in einigen Hochgebirgen der Dinariden sowie weiteren eiszeitlich vergletscherten mediterranen Gebirgen. Die Umbildung von Karstformen zu glazialen Formen ist meist gut zu erkennen und zeigt überdies auch einen anderen glazialen Formenschatz, da die Karbildung in Karstgebirgen andere morphologische Vorbedingungen nutzte und insbesondere Karst-Hochplateaus als reliktische Tertiäre Landschaftsformen die Vereisungen modifiziert überstehen konnten. Ehemalige Karsttäler (Uvalas) sind meist als modifizierte Kare durch glaziale Ablagerungen gefüllt und durch fluvioglaziale Erosionsformen in Form enger Klammen (z. B. Partnachklamm und Reintal) auch meist offene Formen.

#### Sulfat- und Salzkarst
Auch in Sulfatgesteinen (Anhydrit und Gips) und Salzen, insbesondere Steinsalz, treten Karsterscheinungen auf. Eine der weltweit wertvollsten Sulfatkarstlandschaften befindet sich im Südharz im Dreiländereck Sachsen-Anhalt, Thüringen und Niedersachsen. Dazu gehört auch der Kohnstein, in dessen Stollen die Nationalsozialisten das Mittelwerk als Rüstungsbetrieb einrichteten. Eine Gipskarstfläche bei Sorbas (Spanien) ist als Naturpark ausgewiesen (Karst en Yesos de Sorbas). Bekannte Salzkarstflächen befinden sich in Israel und Spanien.
Karstbildungen in den letzten Jahren führten wiederholt zu Bodeneinstürzen in Tirol, sodass per Gipskarstverordnung von 2011 vor der Errichtung von Bauten bestimmten Gebieten Tirols Bodenprobebohrungen angeordnet wurden und der Österreichische Landesgeologentag 2011 in Innsbruck statt Versickerung von Regenwasser etwa von Dachflächen die Ableitung in Gewässer empfiehlt. Zuletzt ist am 12. August 2013 bei Reutte ein Loch in einer Wiese eingebrochen, mit 7 m Durchmesser und tiefer als bis zum 7 m tief liegenden Grundwasserspiegel, daher vermutlich durch eine Gipsauswaschung ausgelöst.

#### Sandsteinkarst / SiO2-Karst
Sandsteine und Quarzite unterliegen bei geeigneten klimatischen Voraussetzungen ebenfalls der Verkarstung, wobei diese Vorgänge und die resultierenden Formenschätze oft nur weniger auffällig erkennbar sind, da sie langsam und mit geringen Lösungsraten einhergehen. Neben mittelamerikanischen Vorkommen dieser Verkarstungsart sind vor allem südafrikanische Quarzitkarsthöhlen, der zum UNESCO-Welterbe zählende Purnululu-Nationalpark Australiens, die Quarzit-Tafelberglandschaft (präkambrische Roraima-Supergruppe) des Roraima-Gebietes im Guayana-Schild von Zentral-Venezuela oder das zentralafrikanische Ennedi-Massiv dafür bekannt.
In der Terminologie der Geographen, Geologen und Speläologen sind dies synonyme Begriffe für solche Landschaften und Felsgebiete, die durch weitgehend unterirdische Entwässerung, eigentümliche Oberflächenformen und Höhlenbildungen charakterisiert sind. Ähnlich wie beim (klassischen) Kalk(-stein)-Karst, beim seltenen Gips-Karst und beim besonders schnell voranschreitenden Salz-Karst unterliegen auch (Quarz-)Sandsteine und Quarzite einer für die sonstigen Gesteine untypischen Auflösung. In engeren Grenzen gilt das auch für andere, stark quarzhaltige Gesteine (z. B. Granite). Diese Auflösungsvorgänge werden als Korrosion bezeichnet, es gehen die namensgebenden Minerale (Kalkspat / Kalzit; Gips mit seiner Vorstufe Anhydrit, Kochsalz / Steinsalz; Quarz, Opal, bedingt auch Silikate) in wässrige Lösungen über.
Ein Kennzeichen der Karst schaffenden Korrosion ist es, dass die beteiligten Minerale auch reversibel wieder in fester Form als Sinterbildungen (Speleotheme) ausgeschieden werden können. Sie sind im Kalkkarst besonders auffällig (Tropfsteinhöhlen, Sinterterrassen), Gips-Tropfsteine und Quarz-Opal-Sinter zählen zu den seltenen und meist unauffälligen Sinterbildungen in derartigen (Gips- oder Sandstein-) Höhlen. Sie alle sind geeignete Belege für die vorangegangene Korrosion. Es handelt sich also nicht um das mechanische Abtragen von Gestein durch die Erosion, bei der kein Ausscheiden von Sintern stattfinden kann.
Sandsteine mit ihrer hohen Porosität weisen gegenüber den nur auf Kluftflächen verkarstenden und in Auflösung befindlichen Kalksteinen einen deutlichen Unterschied auf. Während die in ihrem Inneren kaum wasserdurchlässigen Kalksteinkörper im Wesentlichen nur längs ihrer Begrenzungsflächen (Klüfte, Schichtgrenzen) wassergängig sind und von diesen ausgehend Lösungsformen zeigen, geht beim Sandsteinkarst die sogenannte Innere Verkarstung vor sich. Dies bedeutet, dass im gesamten Volumen zwischen den Sandsteinkörnern Wasser zirkulieren kann. Dadurch kommt es zum sehr langsamen Auflösen des Bindemittels zwischen den (Quarz-)Sandkörnern und auch zu einem mehr oder weniger vollständigen Auflösen der Sandkörner selbst. Die Vorgänge lassen sich mit der folgenden Formel beschreiben:
{\displaystyle \mathrm {SiO_{2}+2\,H_{2}O\rightarrow H_{4}SiO_{4}} }
Ihrerseits nicht verkarstende, weil wasserundurchlässige Schichten (tonige Zwischenlagen) stauen die im gesamten Sandsteinvolumen zirkulierenden Wässer und konzentrieren die Quarzauflösung auf bestimmte Bereiche. Als Folge entstehen Schichtfugenhöhlen. Die in tiefen Horizonten verkarstenden Sandsteinbereiche lassen darüberliegende (hangende), mächtige Felspakete in Bewegung geraten und sind die genetische Ursache von „tektonischen“ Klufthöhlen.
Im Sandsteinkarst sind lockere Sande die Rückstände der Auflösung, das entspricht den Lehmen beim Verkarsten unreiner Kalksteine.
Weil die Auslösungsgeschwindigkeiten von Steinsalz über Gips und Kalksteine hin zu Sandsteinen und Quarziten jeweils in Zehnerpotenzen abnehmen, sind die geologischen Vorgänge der Verkarstung dieser letztgenannten Gesteine zwar in ihren Ergebnissen (Wasserarmut der Oberflächen, Turmkarst, Sandsteinkarren, Kamenitsas (Felskessel), korrosive Schichtfugen- und Klufthöhlen, Karstquellen, warzenförmige Sinterbildungen) auffällig, aber das sehr langsame Voranschreiten der Verkarstung bleibt dem flüchtig Beobachtenden oft verborgen.
Das war auch Anlass, weshalb in einigen Ländern (mitunter sogar fälschlich für sämtliche Höhlen außerhalb des Kalkkarstes) von „Pseudokarst“ gesprochen wurde, was sich aber sehr bald als ein unbrauchbarer und undifferenzierender Fachausdruck erwies.
Den SiO2-Karst (Sandsteinkarst, Quarzitkarst) gibt es in mehreren Klimazonen. Als Beispiele gelten die bis 350 m tiefen Höhlen von Simas de Sarisariñama / Venezuela, die Gebiete Eisernes Viereck und Chapada Diamantina in Brasilien, wo sich die 1,6 km lange Sandsteinhöhle Gruta do Lapão befindet. Markante Sandsteinhöhlen finden sich verbreitet auch in der Republik Südafrika, aber auch in Australien und der Sahara.

## Mikroklima im Karst

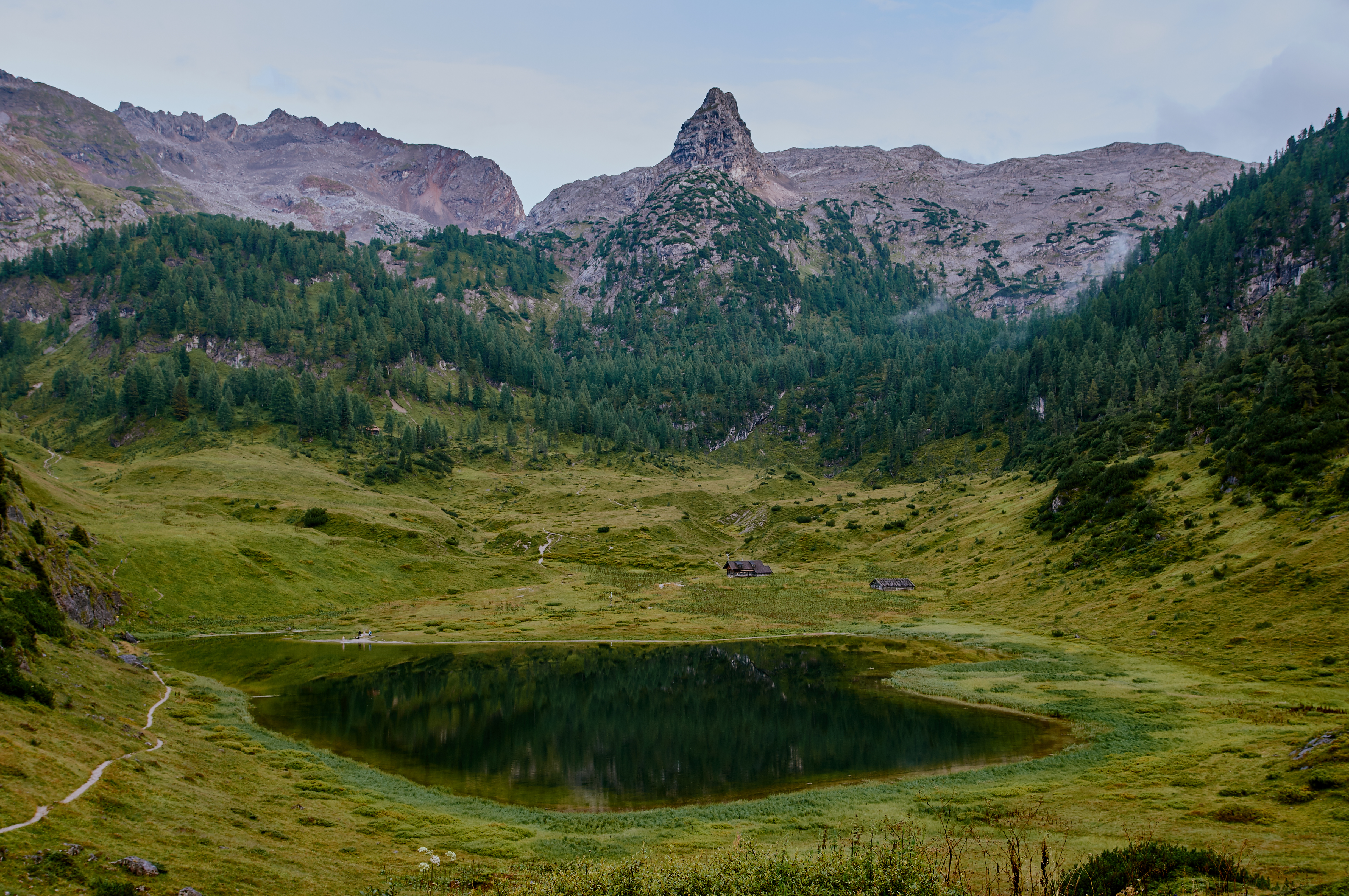
In der geschlossenen Depression des Funtensees (Uvala) werden die tiefsten Fröste in Deutschland gemessen. Ein relativ hoher sky view factor ist dafür unerlässlich, da er die Intensität der langwelligen nächtlichen Ausstrahlung maßgeblich bestimmt.

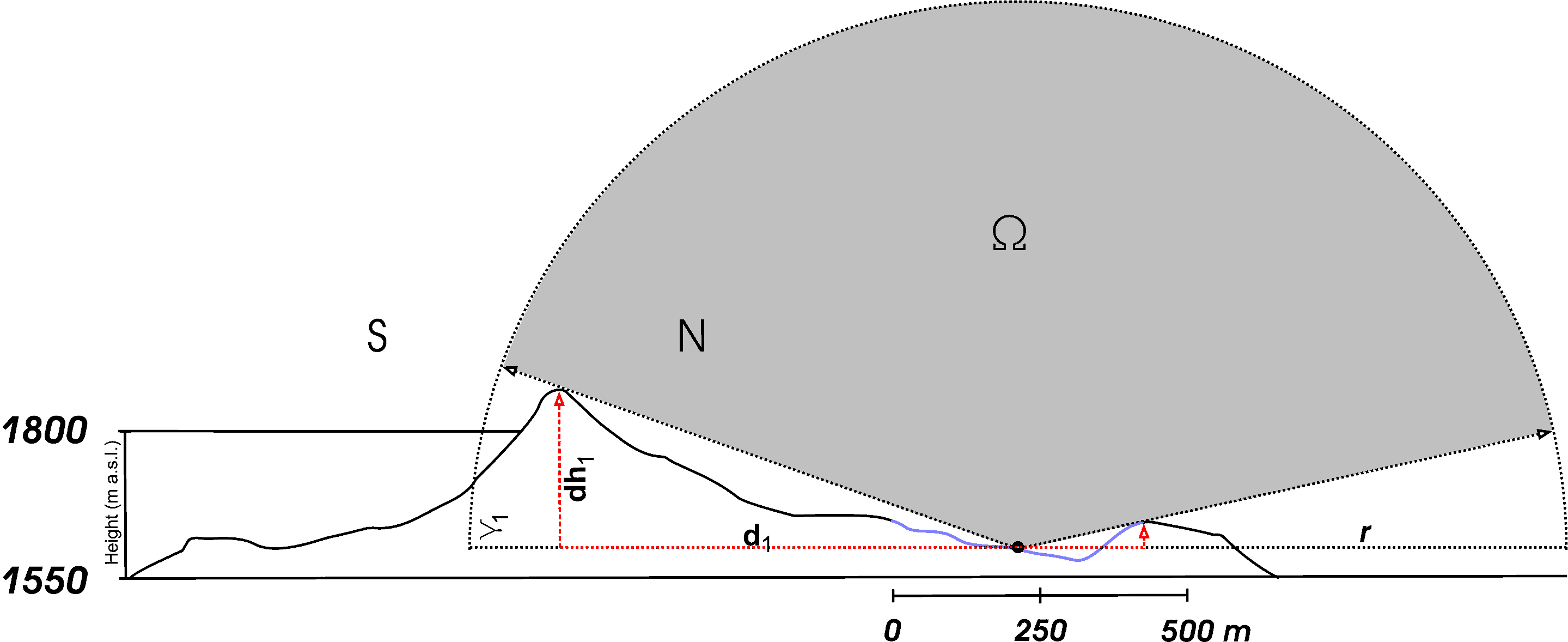
Der sky view factor ist der Anteil des sichtbaren Himmels (Ω, graue Fläche) über einem bestimmten Beobachtungspunkt. Zweidimensionale Darstellung einer Uvala in den Süddinariden.

Regional haben Karstlandschaften ein wärmeres Bioklima als Landschaften, die nicht aus Karbonatsteinen aufgebaut sind. Die größeren Wärmesummen im Karst sind durch eine geringmächtige Bodenentwicklung, die relativ große Dominanz anstehenden Gesteins und fehlende oberflächige Fließgewässern bedingt. Karstlandschaften haben dadurch häufig den Charakter von Halbtrockenlandschaften. In den Alpen sind Bereiche mit Kalksteinunterlage bioklimatisch wärmer als benachbarte Regionen, in denen silikatisches Gestein den Untergrund bildet. Trotzdem treten im Karst häufig mikroklimatische Kälteinseln auf, die unter Umständen regional und subkontinental zu den tiefsten Frösten führen. Es sind Dolinen und Uvalas, in denen in strahlungsreichen Nächten durch die geschlossene Gratlinie keine normalen Zyklen des Berg-Tal-Windes wirksam sind. Daher bilden sich unter Hochdruckeinfluss und trockenen Witterungsverhältnissen tägliche Temperaturinversionen, in denen sich in den Nächten Kaltluft sammelt. Solche Kaltluftseen sind in den Alpen seit den 1930er Jahren klimatologisch untersucht worden. So wurde für die Uvala des Grünlochs in Österreich eine Minimaltemperatur von unter −52 °C gemessen. In Deutschland ist die Uvala des Funtensees in den Berchtesgadener Alpen mit −45,8 °C der landesweite Kältepol.
Eine Vorbedingung für extrem tiefe Fröste ist, dass die Horizontüberhöhung in Dolinen relativ gering ist und der sogenannte sky view factor einen hohen Wert einnimmt. Dies ist dann gegeben, wenn die mittlere Hangneigung nicht sonderlich groß und die umgebenden Berge nicht zu hoch sind. Dolinen mit sehr steilen Hängen und starker Einengung durch hohe Berge oder Gebirgsgrate haben in strahlungsreichen Nächten eine geringere langwellige Ausstrahlung.
Neben der Frostanfälligkeit zeigen Frost-Dolinen häufig eine Umkehrung der Vegetationsstufen. Diese ist insbesondere in den Nordwestdinariden in klassischer Form beschrieben worden. Hier zeigen einige Dolinen die Stufenabfolge Schneetälchen – Krummholzkiefer – Fichtenwald – Buchenwald, die von unten (kälteste) nach oben (wärmste) erfolgt.

## Geomorphologie der Karstformen

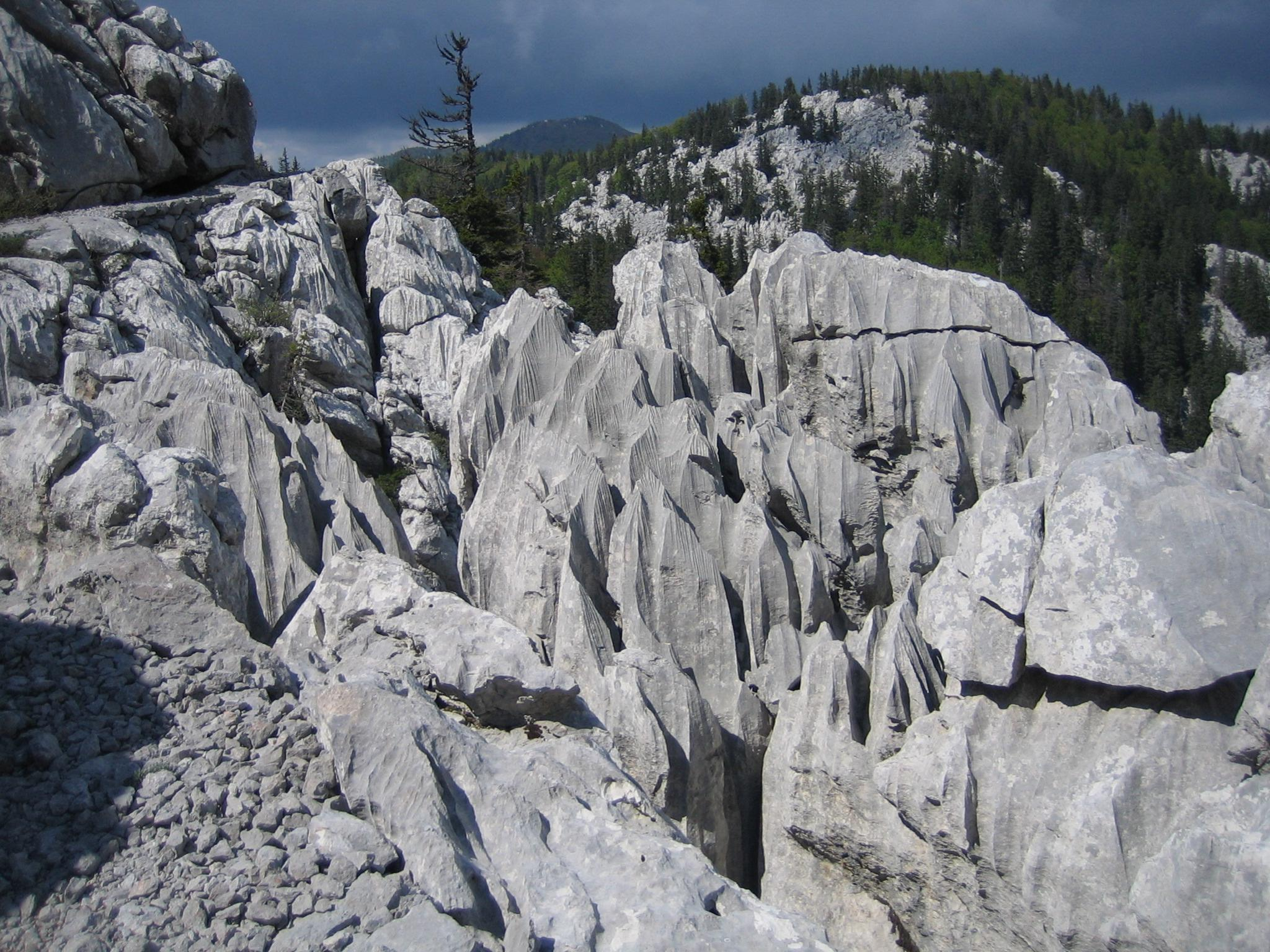
Kluft- und Spitzkarren am Premužić-Pfad, (Nationalpark Nördlicher Velebit)

### Oberirdischer Karstformenschatz
Die typischen oberflächlichen Merkmale einer klassischen Karstlandschaft sind Karren, Dolinen, Schlunde, Cenote, Uvalas, Poljen.
- Karre: Karren bilden sich an der Oberfläche von Kalksteinen. Es können Rinnen im Millimeter- bis Zentimeter-, Rillen im Zentimeter- bis Dezimeter- oder sogar Formen der Megakarren im Meterbereich gebildet werden. Karren sind in sehr unterschiedlichen Formen anzutreffen und Klassifikationen unterteilen diese nicht nur nach Form und Inklination des Felsens, sondern vor allem dem Bildungsort.
- Doline: Dolinen sind regelmäßige zumeist flache, geschlossene Eintiefungen von überwiegend ovaler Formen im Meter bis Dekametermaßstab, seltener als Megadoline auch deutlich größer ausfallend. Überwiegend als oberflächliche Lösungsform dem Typ der Lösungsdoline (Doline im eigentlichen Sinne) zugehörend, kommen vereinzelt auch Einsturzdolinen (unechte Dolinen, Einsturztrichter und Erdfälle) vor, die auch mehrere hundert Meter Tiefe erreichen und übersteilte Seiten haben.
- Schlund (Schlundloch): eine schachtartige, tiefreichende, meist kreisrunde Röhre von einigen Metern Durchmesser. Er entsteht durch Auflösung des Kalks entlang von Klüften und Gesteinsfugen und wird durch späteres Fließen des Wassers versteilt. In der Tiefe bilden sich größere Hohlräume und Verbindungen zum unterirdischen Gewässernetz.
- Uvala: Eine Uvala ist eine größere geschlossene Depression von Dekameter bis Hektometer Tiefe sowie Hektometer bis Kilometer Größe und unregelmäßiger Form. Der Grund ist häufig durch einen flachen und etwas unebenen Boden, der mit eluvialen, dünnen Sedimenten im Dezimeter-Maßstab bedeckt ist, gekennzeichnet. Eine Uvala entsteht durch Zusammenfallen mehrerer Dolinen.
- Polje: Ein Polje ist eine tiefe große Depression im Kilometermaßstab, die durch einen ebenen Grund und mächtige akkumulierter Sedimente geprägt ist. Ein Polje bildet sich an tektonischen Strukturen durch seitliche Korrosion. Die Sedimente der Bodendecke behindern dabei gleichzeitig eine weitere vertikale Eintiefung. Karstpoljen haben eine besondere Stellung im Karsthydrologischen System, in dem sie hier hydrologische Knoten bilden. Im dinarischen Raum wie in benachbarten mediterranen Regionen existieren Poljen, die je nach Stellung im Karsthydrologischen System permanent, periodisch oder episodisch überflutet werden. Neben Ponoren können in einem Polje sowohl Estavellen als auch permanente Karstquellen und Karstflüsse existieren.
- Hum: Ein Hum ist in den Subtropen ein isolierter Hügel, der in einem Polje steht. Synonym ist der tropisch verbreitete Mogote (veraltet deutsch Karstinselberg).
- Mogote: Tropischer Karstkegel. Ursprüngliche Bezeichnung von Karstkegeln in Kuba, wird der Begriff heute für alle tropischen Karstkegel genutzt.

#### Karsthydrologischer Formenschatz

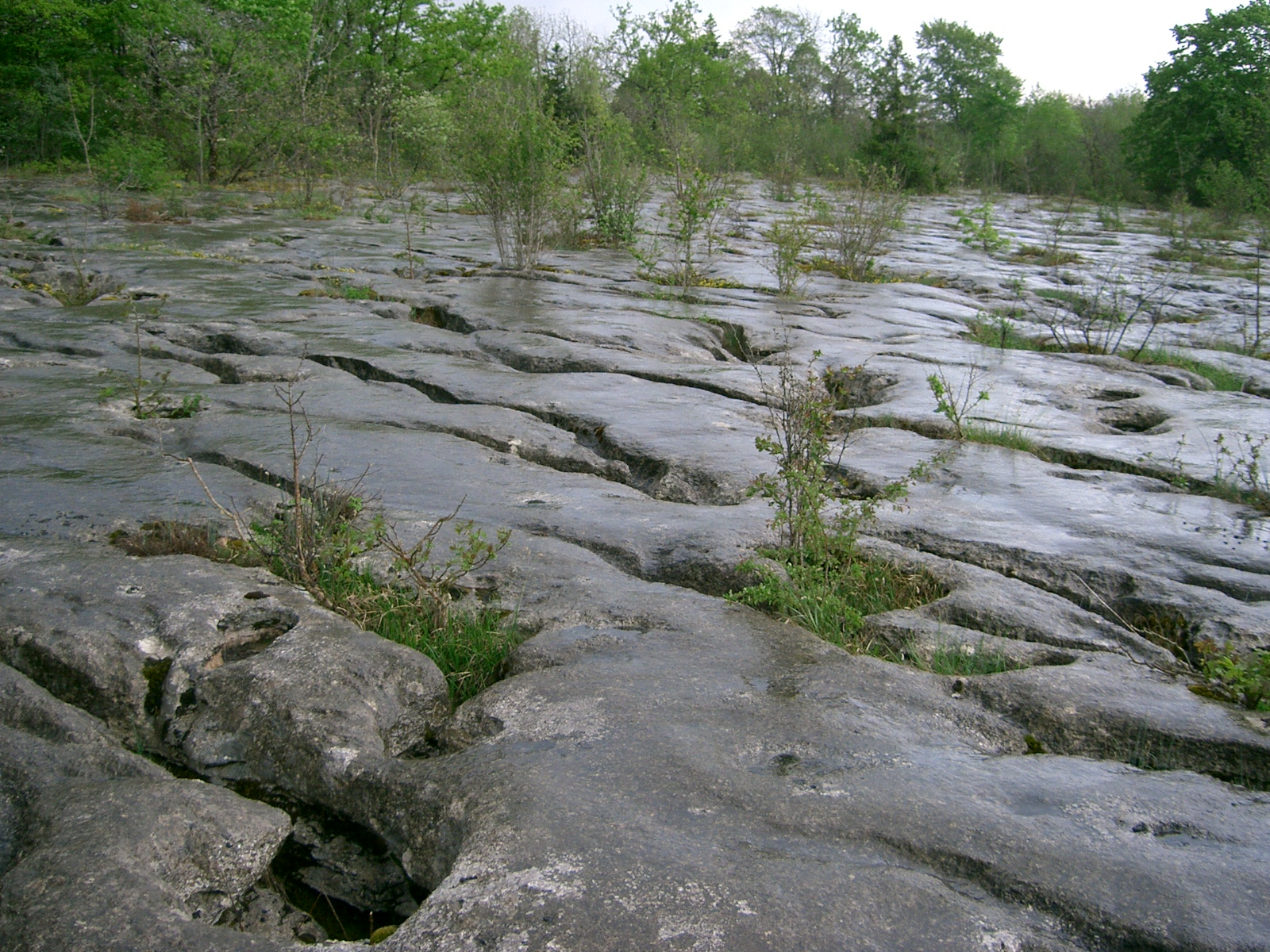
Lapiaz de Loulle im Jura

Zu den Karsthydrologischen Formen zählen Trockentäler, Ponore (Schluckloch, Schwinde) und Schlunde, Estavellen, Karstquellen, Sickerflüsse und Höhlen.
Für Karstlandschaften typische Flussformen sind die Ponornica (Versickerung), das Trockental, der Canyon und die Klamm.

#### Karstebenen und -plateaus
Unter Karstebene oder Karstplateau (englisch: karst plain) versteht man eine große flache Oberfläche im Karst, die durch Erosion und Korrosion entstanden ist und (2) eine Ebene, auf der sich geschlossene Senken, unterirdische Entwässerungen und andere Karstformationen entwickeln können.
Landschaftsprägende Karstebenen und -plateaus finden sich teils als stufenförmig angeordnete Poljentreppe wie im mitteldalmatisch-herzegowinischen Gebiet, als Karstbecken wie in Griechenland in der Stymfalia oder als Karstplateau der „Lapiaz de Loulle“ im französischen Jura oder im Causse in Südfrankreich oder im Burren in Irland, in allen Karstgebieten der Erde.

### Unterirdischer Karstformenschatz
Zum unterirdischen Karstformenschatz gehören die Höhle und ihre Speläotheme, also der durch Ausfällen von Kalk entstandene Höhlenschmuck, der vor allem durch Formen der Tropfsteine (Stalaktiten, Stalagmiten, Stalagnaten) und Sinterbecken gekennzeichnet ist.

### Internationale Fachtermini für ausgewählte Karstformen
Obwohl die Geowissenschaften eine Fachterminologie entwickelt haben und auf einheitliche, oder konsistente Bezeichnungen Einfluss nehmen, sind die Namen je nach Kultursprache und Geographie recht unterschiedlich. Der international genutzte Begriff der Doline für geomorphologische Formen des Karstes stammt zwar aus dem Slowenischen, Kroatischen und Serbischen, wird in den Ursprungsländern aber nicht für die Karstform genutzt, sondern steht hier allgemein für ein Flusstal. Als genauere Bezeichnung wurde hier versucht, den Zusatz Karst-Doline einzuführen, ebenso wie für den Begriff des Poljes Karst-Polje, da dieser Begriff übersetzt nur allgemein ein Feld bezeichnet. Synonymie von Begriffen ist damit eines der Probleme der Fachsprache und hat schon seit den 1970ern zu umfangreichen Werken geführt, die sich nur mit dem Karst-Glossar beschäftigen.
| Deutsch                                   | Englisch (differenziert)         | Französisch                               | Italienisch                  | Spanisch (differenziert)       | Serbisch/Kroatisch                            | Chinesisch         | Polnisch                   | Russisch                      | Slowenisch       | Slowakisch                       | Tschechisch                        |
| ----------------------------------------- | -------------------------------- | ----------------------------------------- | ---------------------------- | ------------------------------ | --------------------------------------------- | ------------------ | -------------------------- | ----------------------------- | ---------------- | -------------------------------- | ---------------------------------- |
| Karre                                     | grykes                           | lapiaz, lapiés                            | lapies                       | Lapiaz (Dente del perro, Kuba) | Шкрапа / škrape                               |                    | lapiez                     | карры                         | škraplja         | škrapy                           | škrapy                             |
| Kamenitza, Karstnapf                      | kamenitza, solution basin        | kamenitza, cupule, cuvette de dissolution | kamenitza                    | cuenca de disolución           |                                               |                    |                            | каменица, бассейн растворения |                  | kamenice                         | kamenica                           |
| Doline                                    | sinkhole (Cockpit, Jamaika)      | doline                                    | dolina                       | Dolina (Cenote, Mexiko)        | Вртача / ponikva                              | Tiankeng           | dolina krasowa             | долина, карстовая воронка     | vrtača           | závrt                            | závrt                              |
| Uvala                                     | uvala                            | ouvala                                    | uvala                        |                                | Увала / uvala                                 |                    | uwala                      | увала                         | uvala            | uvala                            | uvala                              |
| Polje                                     | polje                            | poljé                                     | polje                        | Poljé                          | Крашко поље / polje                           |                    | polje                      | полья                         | polje            | polje                            | polje                              |
| Karstschlot                               | jama                             | cheminée karstique                        | camino carsico               | sima                           | Јама / jama                                   |                    | czeluść krasowa            | шахты                         | jama             | komín krasový, krasová jama      | komín krasový                      |
| Karstsee                                  | karst pond                       |                                           |                              |                                | Локва / lokva                                 |                    | jezioro krasowe            | крастовое озеро               |                  |                                  | krasové jezírko                    |
| Trockental                                | lost river                       | perte de rivière                          | rio sumente                  |                                | Sушица / sušica                               |                    | dolina sucha dolina martwa | исчезная река                 | Reka ponikalnica |                                  | údolní úsek suchý                  |
| Flussschwinde                             | ponor, disappearence, sink       | perte, ponor                              | perdita, ponor               | ponor, sumidero                | Понор / ponor                                 |                    | ponor, czeluść krasowa     | понор, карстовая полость      | ponor            | ponor                            | říční ponor (propadání)            |
| Submarine Karstquelle Vrulje              | submarine karst spring, vruljas  | source karstique sousmarine               | sorgente carsica sottomarina | manantial cársico submarino    | vrulje, vrulja, podmorskih izvora slatke vode |                    | żródło krasowe podmorskie  | подводный карстовый источник  |                  | prameň krasový podmorský         | pramen krasový podmořský           |
| Hum                                       | hum                              | butte karstique / houm                    | hum                          | Mogote                         | Хум / hum                                     |                    | ostaniec krasowy           | карстовый останец             | Hum              | hum                              | hum                                |
| Mogote                                    | mogote                           | mogote                                    | mogote                       | mogote                         |                                               |                    |                            | могот                         | hum              | mogot                            | mogot                              |
| Cockpit karst                             | cockpit karst                    | karst cockpit                             | campo carsico a doline       | karst esponja                  | Богињави крас / boginjavi krš                 |                    |                            |                               | boginjavi krš    |                                  | kras cockpitový, tropický závrtový |
| Kegelkarst                                | cone karst, conical karst        | karst à pitones, karst à cônes            | carso a coni                 | Karst de conos, carso cónico   | stožasti krš                                  |                    | kras stożkowy              | конический карст              | stožčasti kras   | kras kuželový                    | kras kuželový                      |
| Turmkarst                                 | tower karst                      | karst à tourelles                         | carso a torri, campo         | Karst de torres                | boginjavi krš                                 | Fengcong / Fenglin | kras ruinowy               | башенный карст                |                  | kras věžový                      | kras věžový                        |
| Glaziokarst                               | glaciokarst                      | glaciokarst                               | carso glaciale               | carso glacial                  | Глациокарст / glaciokarst                     |                    | kras glacjalny             | Гляциокарст                   |                  |                                  | glaciokras, kras glaciální         |
| Schichttreppen                            | Schichttreppenkarst              | karst à banquettes structurales           |                              |                                |                                               |                    |                            |                               |                  |                                  | kras stupňovitý                    |
| Schichtrippen                             | Cuestas                          |                                           |                              | Cuestas                        |                                               |                    |                            |                               |                  |                                  |                                    |
| Sandsteinkarst, Pseudokarst, Quarzitkarst | sandstone karst, quartzite karst | karst gréseux, karst quartzitique         | carso in quarzite            | carso en quarzíta              |                                               |                    |                            | карст песчаниковый            |                  | kras kremencový, kras kvarcitový | kras křemencový, pseudokras        |

## Quantifizierung der Kalkabtragungsraten (Karstdenudation)
Der Kalkabtrag beschreibt die Oberflächenerniedrigung pro Zeitspanne (z. B. mm/Jahr; µm/Jahr; cm/10.000 Jahre) und kann mit verschiedenen Methoden gemessen werden. Eine Methode, die in den früheren Forschungsperioden der 1950er und 1960er Jahre (z. B. Bögli 1951, Bögli 1960; Bauer 1964) Anwendung fand, ist die morphometrische Messung in Karsthohlformen (z. B. Bestimmung der Tiefe von Karren oder Karrenfußnäpfen). Hierbei wird in ehemals im Pleistozän vergletscherten Gebieten der Kalkabtrag auf die letzten 10.000 Jahre nach der völligen Eisfreiwerdung bezogen. Es wird davon ausgegangen, dass der oberirdische, präglaziale Karstformenschatz (z. B. Interglaziale) durch glaziale Erosionsprozesse bereits abgetragen worden ist. Der morphometrisch ermittelte Abtragswert wird deshalb als postglazialer Kalkabtrag (cm/10.000 Jahre) bezeichnet.
Beispiele für morphometrisch ermittelte Karstabträge in den Nördlichen Kalkalpen:
| Untersuchungsgebiet                                         | Kalkabtrag (cm/10.000 Jahre) | Methode                | Autor, Forschungsarbeit |
| ----------------------------------------------------------- | ---------------------------- | ---------------------- | ----------------------- |
| Zugspitzplatt, Wettersteingebirge, mittlerer Gebietsabtrag  | 28                           | Tiefe von Rinnenkarren | Hüttl, 1999             |
| Zugspitzplatt, Wettersteingebirge, nackter Karst            | 4–10                         | Tiefe von Rinnenkarren | Hüttl, 1999             |
| Zugspitzplatt, Wettersteingebirge, halbbedeckter Karst      | 8–50                         | Tiefe von Rinnenkarren | Hüttl, 1999             |
| Steinernes Meer, Berchtesgadener Alpen, halbbedeckter Karst | 15–20                        | Karrenfußnapf-Methode  | Haserodt, 1965          |
| Hagengebirge, Berchtesgadener Alpen, nackter Karst          | 6–14                         | Höhe von Karrendornen  | Haserodt, 1965          |
| Warscheneckplateau, Österreich, nackter Karst               | 10–20                        | Tiefe von Rinnenkarren | Zwittkovits, 1966       |
| Raxplateau, Österreich, nackter Karst                       | 4–10                         | Höhe von Karrendornen  | Zwittkovits, 1966       |
| Warscheneckplateau, halbbedeckter Karst                     | 10–30                        | Tiefe von Rundkarren   | Zwittkovits, 1966       |

Am häufigsten kommt jedoch bis heute die indirekte Bestimmung des Kalkabtrags (z. B. mm/Jahr) über den Karbonatgehalt (CaCO3 mg/l) in Karstwässern (z. B. Fließgewässer, Quellen) zum Einsatz. Hiermit lässt sich dann aus der gelösten Karbonat- bzw. Kalkmenge ein Oberflächenabtrag berechnen. Möchte man in einem Karstgebiet auch verschiedene Einflussfaktoren (z. B. Schichtneigung, Kleinrelief, Vegetations- und Bodenbedeckung) mit berücksichtigen, dann hat sich die chemische Analyse von Ablaufwässern (Regen- und Schneeschmelzwässer) von Felsoberflächen, aus Schuttkörpern und Bodenauflagen bewährt. Somit kann man innerhalb kleiner Raumausschnitte, sog. Karstökotope, eine detaillierte Gebietsquantifizierung durchführen oder auch für ein Gebirgskarstrelief (z. B. Glaziokarst in den Nördlichen Kalkalpen) für jede Höhenstufe einen mittleren Kalkabtrag aus zahlreichen Einzelmessungen ermitteln.
Beispiele für mittlere Kalkabträge durch Lösung auf dem Zugspitzplatt in Abhängigkeit von der Höhenstufe
| Höhenstufe                           | Gesamtfläche (km²) | Kalkabtrag (µm/Jahr) | Gebietsaustrag durch Lösungsverwitterung (t/Jahr) |
| ------------------------------------ | ------------------ | -------------------- | ------------------------------------------------- |
| nivale Stufe (2600–2700 m)           | 0,204              | 26,7                 | 14,7                                              |
| subnivale Stufe (2350–2600 m)        | 2,648              | 30,1                 | 215,2                                             |
| alpine Stufe (2000–2350 m)           | 2,853              | 34,1                 | 262,7                                             |
| subalpine Stufe (1960–2000 m)        | 0,283              | 39,5                 | 30,2                                              |
| Felswände der Zugspitzplattumrahmung | 1,910              | 13,6                 | 69,9                                              |
| Mittlere Abtrag (gewichtetes Mittel) |                    | 27,8                 | 592,7                                             |

## Karst und Umwelt
Durch Wasserarmut und das (im außertropischen Bereich) Fehlen von tiefgründigen großflächigen Ackerböden gehören viele Karstgebiete zur Subökumene. Traditionell ist im mediterranen Karst eine extensive Bewirtschaftung kleiner fruchtbarer Dolinenböden und gegebenenfalls in intensiver Form in Poljen möglich, was durch den Maisanbau erst neuzeitlich zu agrarökonomischer Veränderung geführt hat. Fernweidewirtschaft und Nomadismus waren bis dahin an die spezielle Naturraumausstattung auch die jahrhundertelang angepassteste Form der Naturraumnutzung im mediterranen Holokarst. Tropische Karstregionen bieten demgegenüber oft ertragreiche und großflächigere Ackerflächen für den Reisanbau und kennen keine Beweidung von Karsthochflächen.
Da insbesondere die Karstlandschaften des klassischen dinarischen Karstes durch die ökologischen Grundvoraussetzungen wie häufige winterliche Orkanstürme teilweise völlig vegetationslos sind, wird hier auch vom „Nackten Karst“ (Karst ohne Humusdecke und vegetationslos) gesprochen. Die Wald- und Vegetationslosigkeit des Dinarischen Karstes erfolgt aber nicht primär durch die Verkarstung, sondern ist insbesondere durch die Bora-Winde indiziert.
Eine völlig andere Nutzung von Karstformationen ist der Abbau geeigneter Kalksteine darin. Die bekanntesten Regionen sind die Karstgebiete bei Triest und den angrenzenden slowenischen Landesteilen sowie das südlich davon gelegene Istrien. Auf Grund ihrer hervorragenden Eigenschaften haben diese Kalksteine eine überregionale Bedeutung erlangt. Obwohl sie unter vielen Eigennamen seit der römischen Epoche gehandelt werden, sind sie seit dem 19. Jahrhundert allgemein auch als Karstmarmore bezeichnet worden.
In Puerto Rico wurde eine natürliche Hohlform des Cockpit-Karstes zum Bau eines der größten Radioteleskope der Welt, des Arecibo-Observatoriums, genutzt. Auch das FAST-Radioteleskop in der chinesischen Provinz Guizhou, das Teleskop mit der weltweit größten Fläche, wurde in einem Karstgebiet errichtet.

### Fernweidewirtschaft als differenzierte Raumausnutzung im Karst
Als klassische europäische Region der Fernweidewirtschaft gelten die mediterranen Karstregionen.
Die natürlichen Gegebenheiten ausnutzend, prägte das auf Viehzucht bezogene kulturelle Verhalten soziale und kulturelle Entwicklung. Ein Nebeneinander, zum Teil in unmittelbarer Nachbarschaft, und enge Verflechtung der verschiedenen weidewirtschaftlichen Formen hat eine differenzierte Raumausnutzung geschaffen, die auch auf ethnischen Besonderheiten fußte. In Regionen, deren Agrarwirtschaft aufgrund der Naturraumausstattung für kaum eine andere Wirtschaftsform geeignet scheint, konnte sich diese Lebensform bis heute halten.
In den extremsten Regionen des Dinarischen Karst sind durch die Wasserarmut des Holokarstes nur kleinräumige Wanderungsbewegungen möglich. Die traditionelle Wirtschaftsform ist in Westmontenegro daher die Kolibawirtschaft.

### Wasser und Besiedlung, Trinkwassergewinnung
Im Hinblick auf die Mensch-Umweltbeziehungen ist die Karsthydrologie ein besonders anschauliches Beispiel für die engen Wechselbeziehungen. Die besondere geologische Situation macht die Wasserversorgung für Siedlungen häufig sehr schwer. Hier mussten tiefe Brunnen gegraben werden, Dolinen genutzt oder auf Regenwasser und Zisternen zurückgegriffen werden.
Andererseits beeinflussen sich Travertinbildungen und Besiedlung gegenseitig: Kalktuffterrassen bieten gute Siedlungsplätze und Mühlenstandorte. Starke Landnutzung und die damit verbundenen Eingriffe in die Gewässer unterbinden hingegen eine Kalkausfällung.
Etwa 25 % der Weltbevölkerung erhalten ihr Trinkwasser aus Karst-Aquiferen. Das Institut für angewandte Geowissenschaften am Karlsruher Institut für Technologie (KIT) veröffentlichte als Projekt der IAH Karst Commission (International Association of Hydrogeologists) im September 2017 auf dem 44. jährlichen Kongress der IAH in Dubrovnik in Ergänzung der 2000 veröffentlichten Grundwasser-Weltkarte (WHYMAP, World-wide Hydrogeological Mapping and Assessment Programme) zusammen mit dem Federal Institute for Geosciences and Natural Resources (BGR) und der UNESCO eine „Weltkarte der Karst-Grundwasserleiter“ (World Karst Aquifer Map).

### Biogeographie

#### Vegetation im Karst

Zirkummediterranen finden sich Karst-Blockhalden-Tannenwälder

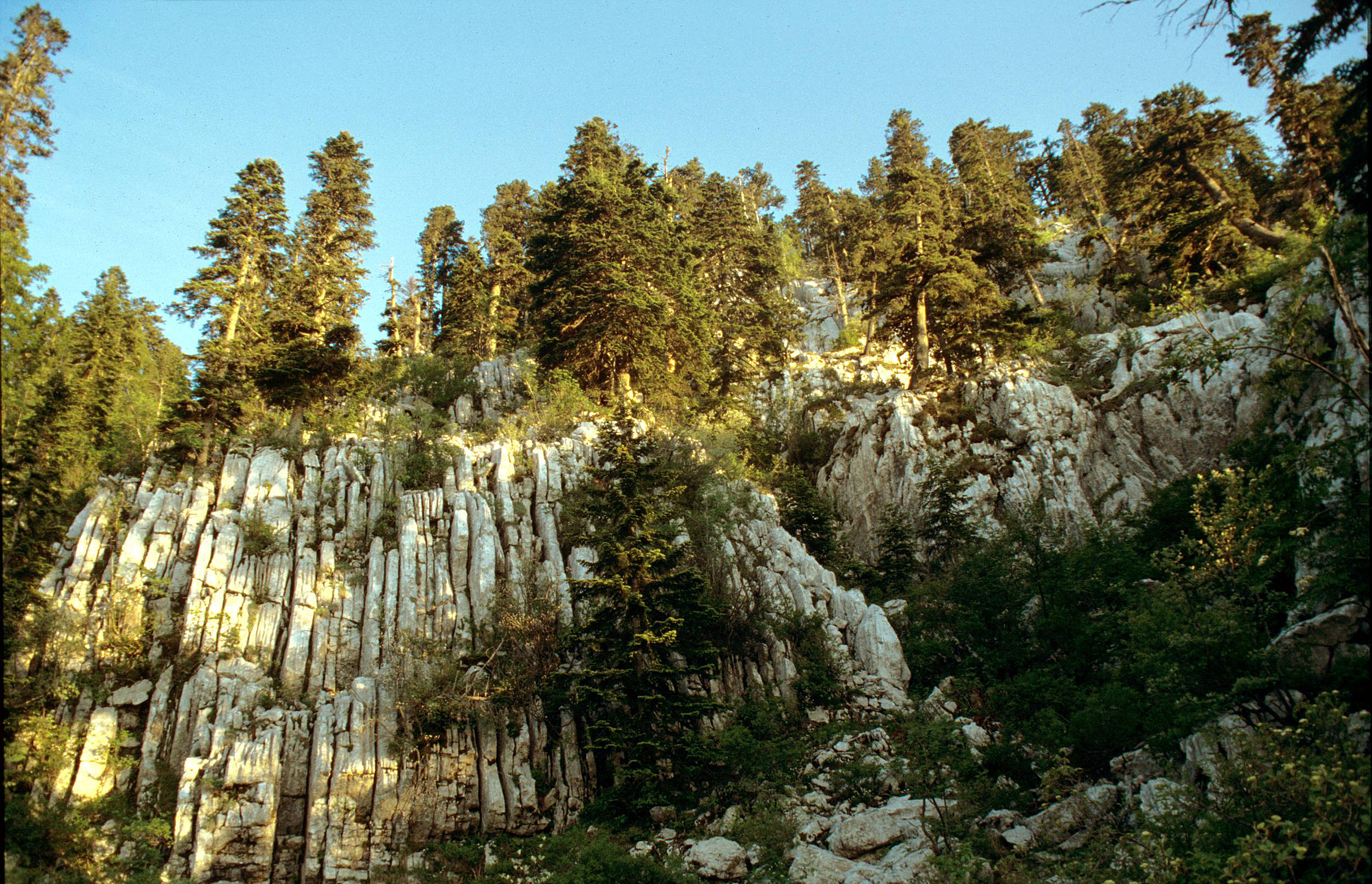
Karst-Blockhalden-Tannenwälder finden sich in oro-Mediterranen Stufen

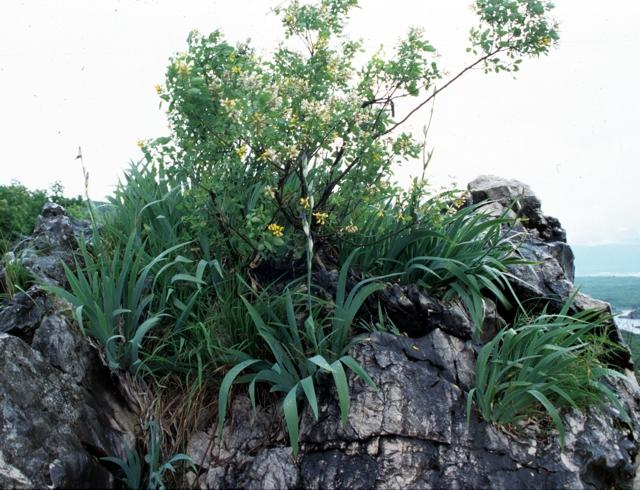
Lithophyten auf Karstfelsen Iris pallida und Petteria ramentacea

Die Kalksteine im Karst liefern allgemein basengesättigte flache kalkhaltige Böden (hoher Boden-pH), die kalkstete Arten fördern. Ökologisch sind Kalkstandorte überwiegend trocken und haben hohe Sonneneinstrahlung. Physiologische Anpassung an Karststandorte können im Extremfall bis zu Lithophytie (z. B. Iris pallida) und Poikilohydrie (z. B. Milzfarn (Asplenium ceterach), Ramonda (Ramonda serbica) oder Winter-Bohnenkraut (Satureja montana)) reichen. Anpassungen an die Trockenheit erfolgen aber überwiegend physiognomisch durch Überdauerungsorgane wie Zwiebel und Rhizom; Blattreduktion und -xeromorphie (z. B.Sklerophyllie und Mikromerie) und Sukkulenz (z. B. Flaschenbäume, Blattsukkulenten). Je nach floristischer Region sind in den einzelnen Karstregionen insbesondere Lamiaceaen, Iridaceaen, Agavengewächse und Koniferen artenreich vertreten.
Typische Pflanzenarten und Vegetationsformationen der Karstregionen sind:

##### Mediterrane Region
DinaridenIris pallida, Schlangenhaut-Kiefer, Petteria ramentacea, Neumayer-Krugfrucht (Amphoricarpos neumayerianus), Felsen-Moltkie (Moltkia petraea), Quendelblättrige Bergminze, Viola chelmea, Dinarischer Karst-Blockhalden-Tannenwald
TaurusgebirgeKilikische Tanne (Abies cilicica), Libanon-Zeder (Cedrus libani)
Rif-AtlasSpanische Tanne (Abies pinsapo var. marocana), Cedrus atlantica
PindosGriechische Tanne (Abies cephalonica), Viola chelmea

##### Karibische Region

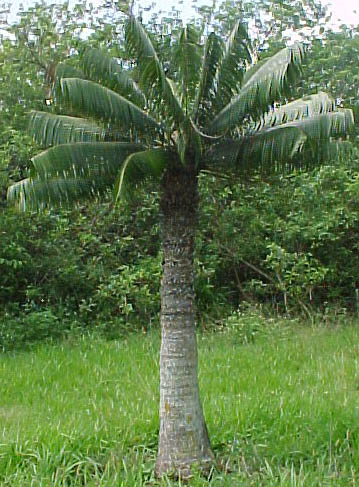
Ein lebendes Fossil unter den Palmfarnen ist die in den Mogotenlandschaften Kubas wachsende Microcycas calocoma

Mogoten (Kuba): Gaussia princeps (endemische Palme mit Stammsukkulenz), Ekmanianthe actinophylla (Kubanisch „roble caimán“), Bursera schaferi, Agave tubulata, Microcycas calocoma Der im Nationalpark Vinales auf Kuba sein Verbreitungszentrum besitzende Zwergpalmfarn Microcycas calocoma gilt als lebendes Fossil und hat unter alle Pflanzenarten die größte Eizelle.
Ein besonderes Rätsel der europäischen Flora ist zudem der Calcareous riddle, da fast ein Drittel aller Pflanzenarten in Mitteleuropa als kalkliebend gilt und auffallend viele Pflanzen der höheren Breiten auf Kalkstandorte spezialisiert sind.

#### Fauna

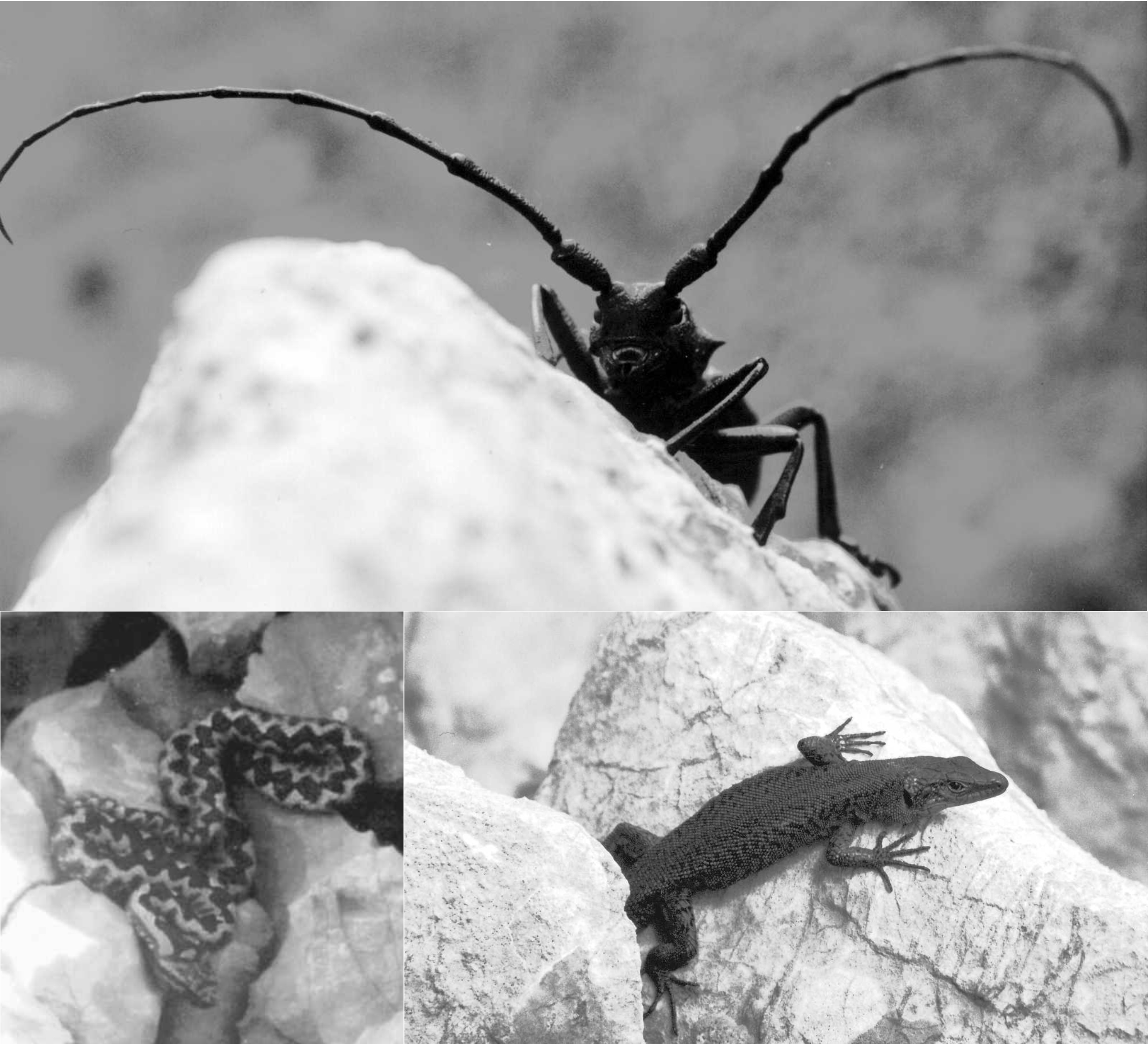
Karstfauna. Bockkäfer, Sandotter und Mosoreidechse

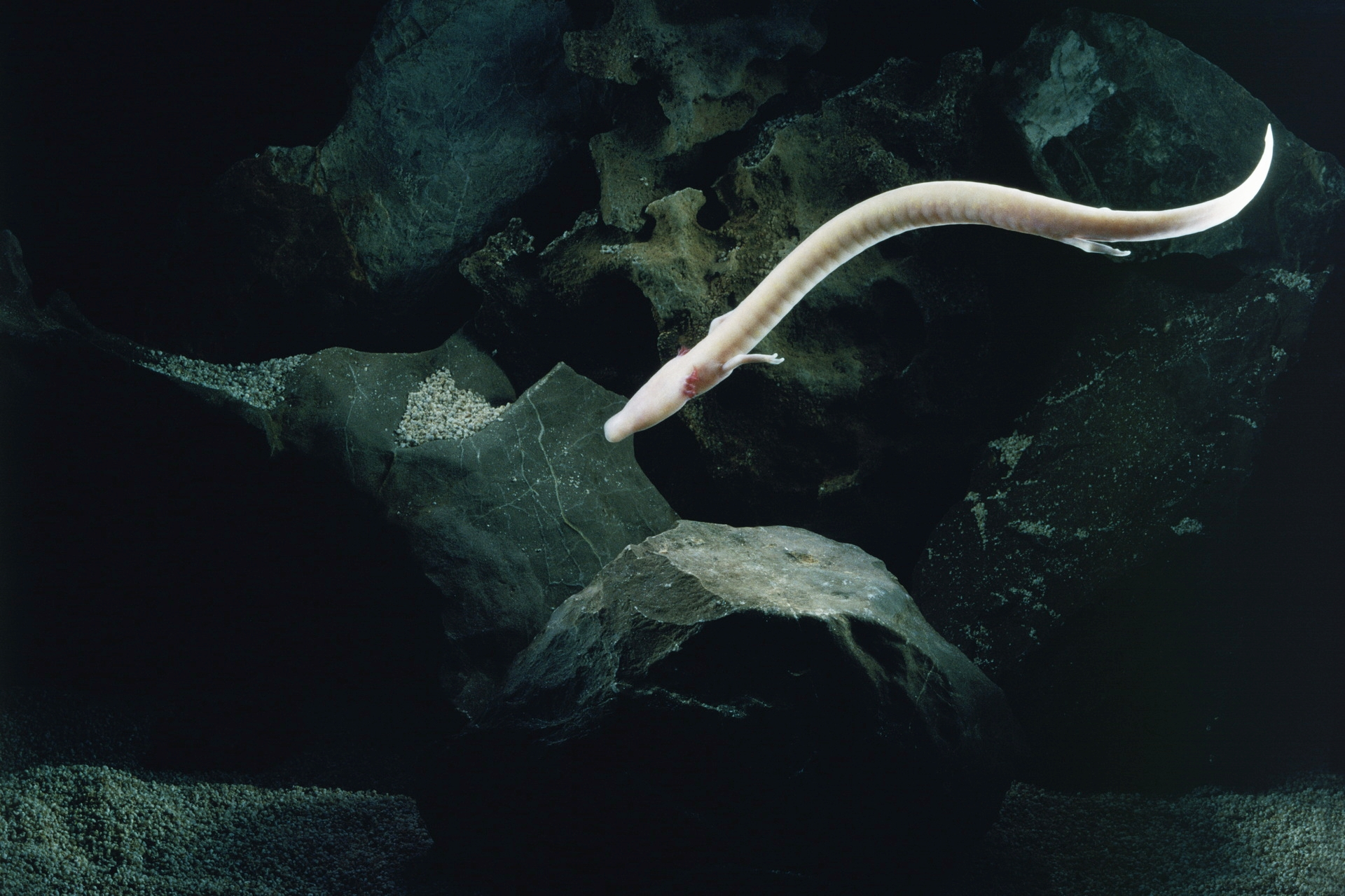
Grottenolm im natürlichen Lebensraum schwimmend

Einen wesentlichen Stellenwert innerhalb der faunistischen Biogeographie von Karstlandschaften bilden unter anderen die herpetologische- wie die Höhlen-Fauna. So liegt das artenreichste Diversitätszentrum der europäischen endemischen Herpetofauna in einem kleinen Winkel im Hochkarst der Südost-Dinariden Montenegros und Teilen Nord-Albaniens (in der Biogeographie als „Adriatic Triangle“ bezeichnet). 2007 wurde aus Karstgebirgen in diesem Gebiet die Prokletije-Felseidechse (Dinarolacerta montenegrina) als altertümliche, felsspaltenbesiedelnde, kälteangepasste Hochgebirgseidechse neu beschrieben, deren Entwicklungslinie zumindest 5 Millionen Jahre vor heute zurück reicht.
Deckungsgleich mit dem Südost-Dinarischen Zentrum der Reptiliendiversität Europas ist der Artenreichtum an Pseudoskorpionen (Arachnida) für die im montenegrinisch-herzegowinischen Hochkarst von Božidar Čurčić 200 Arten angegeben werden. Die Region ist damit ein globales Zentrum tertiärer humikoler und hygrophiler Pseudoskorpione, unter denen ein wesentlicher Teil der ehemaligen tropischen Fauna im Tertiär entstammt. Damit waren deren eigentliche Vorfahren einstmals thermophile Bewohner der Bodenfauna, die sich erst während der klimatischen Veränderungen in den Eiszeiten an ein unterirdisches Leben in Höhlen anpassten. Die balkanischen Pseudoskorpione gelten als die ältesten landlebenden Tiere Europas und übertreffen an Zahl von tertiären Reliktarten die Karst-Regionen Südost-Asiens und Nord-Amerikas.
Bekannte Karst-Bewohner sind noch höhlenbewohnende Salamander-Arten, unter denen der Grottenolm (Proteus anguinus) aus den unterirdischen Flusssystemen der Pivka und Reka in Slowenien bekannt geworden ist. Nicht aquatisch lebende höhlenbewohnende Salamander-Arten sind zahlreiche endemische Arten der Gattung Eurycea und Speleomantes.

## Geschichte der wissenschaftlichen Karstforschung
Geomorphologische und hydrologische Phänomene machten die Dinariden zum klassischen Untersuchungsgebiet der Karstforschung, die durch die in den österreichischen Karstregionen im Triester Karst im Rahmen allgemeiner geologischer Aufnahmearbeiten der k.k. geologischen Reichsanstalt durch Guido Stache ihre Anfänge in der phänomenologischen und geologischen Beschreibung nahmen. Staches erste Publikation dazu stammt aus dem Jahr 1864, doch erst durch die unter Albrecht Penck in Wien initiierte Etablierung eines Lehrstuhls für Geomorphologie wird die Karstforschung zu einem eigenen Wissenszweig, an dem zahlreiche Geologen und Geographen der K.u.K.-Monarchie Interesse zeigen.
Pencks Schüler Jovan Cvijić erarbeitete 1893 ein Standardwerk der Karstgeomorphologie, dessen Tragweite bis heute andauert. Diese ersten grundsätzlich rein deskriptiven Arbeiten stellten schon bald generelle Fragen nach der Art der Karsthydrologie und der zeitlichen Genese und Entwicklung von Karstformen, die als erstes von Penck und William Morris Davis (1901) auf einer gemeinsamen Exkursion in Bosnien gewonnen wurden. Zum Problem der Karsthydrographie gab es bald zwei Lager, die mit Penck und Alfred Grund die Theorie eines Karstgrundwassers und aus dem Lager der Geologen und Speläologen unter Führung von Friedrich Katzer (1909) eine Theorie der Karstflüsse vertreten.
Mit der von Jiří Daneš (1910) beginnenden Erforschung tropischer Karstregionen, die 1936 von Herbert Lehmann weitergeführt und systematisiert wird, ergeben sich in der Karstforschung schnell Theorien die klimageomorphologische Ursachen für die Unterschiede der Geomorphologie verantwortlich machen, aber nie die Cvijće Grundidee der alleinigen Dominanz der Lösungsprozesse in Zweifel ziehen, was seit Sweeting jedoch nicht mehr gültige wissenschaftliche Anschauung ist.
Unter den Schülern der Cvijćen Geomorphologischen Schule war insbesondere Josip Roglić (1906–1987) der talentierteste, der Themen um Poljen-Genese und Typisierung, Verbreitung von Karsttypen, Karst und Mensch, Karst und Quartärgeologie, sowie Vegetation und Karst insbesondere an Fragestellungen in den Dinariden vertiefte und neue Forschungsinhalte fand.

## Beispiele

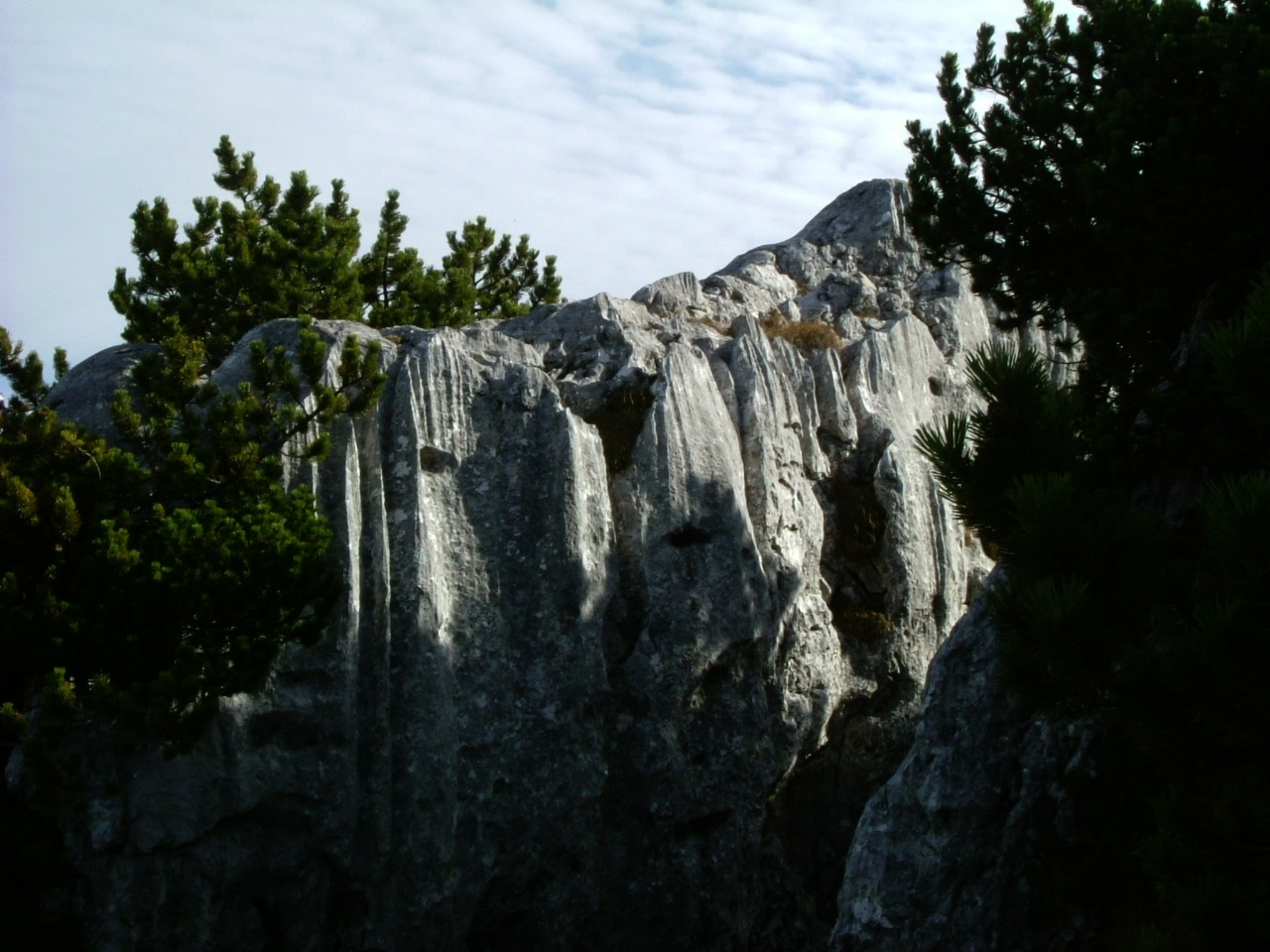
Verkarsteter Dachsteinkalk am Kehlstein, Berchtesgadener Alpen
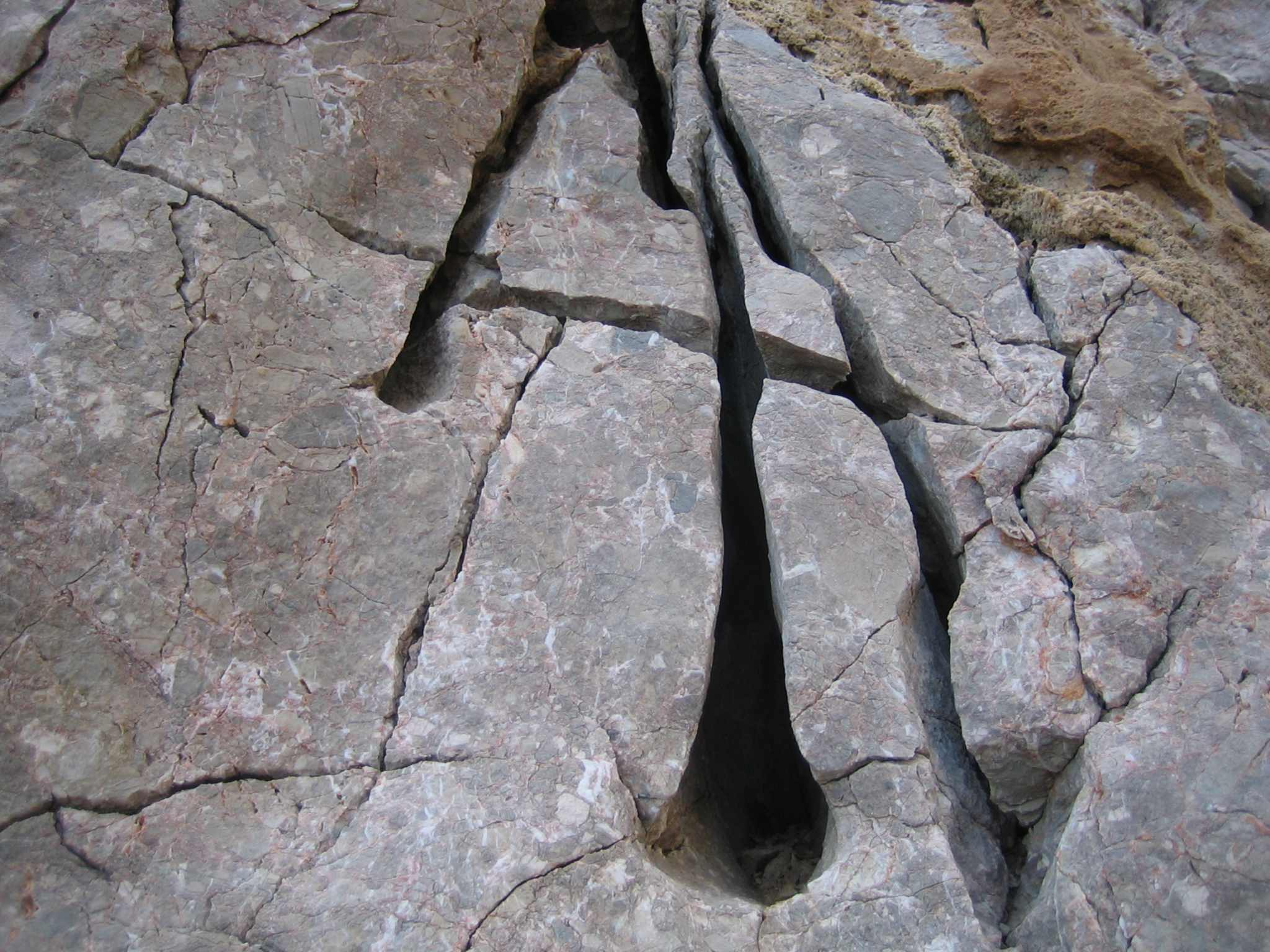
Kluftkarren, Velebit
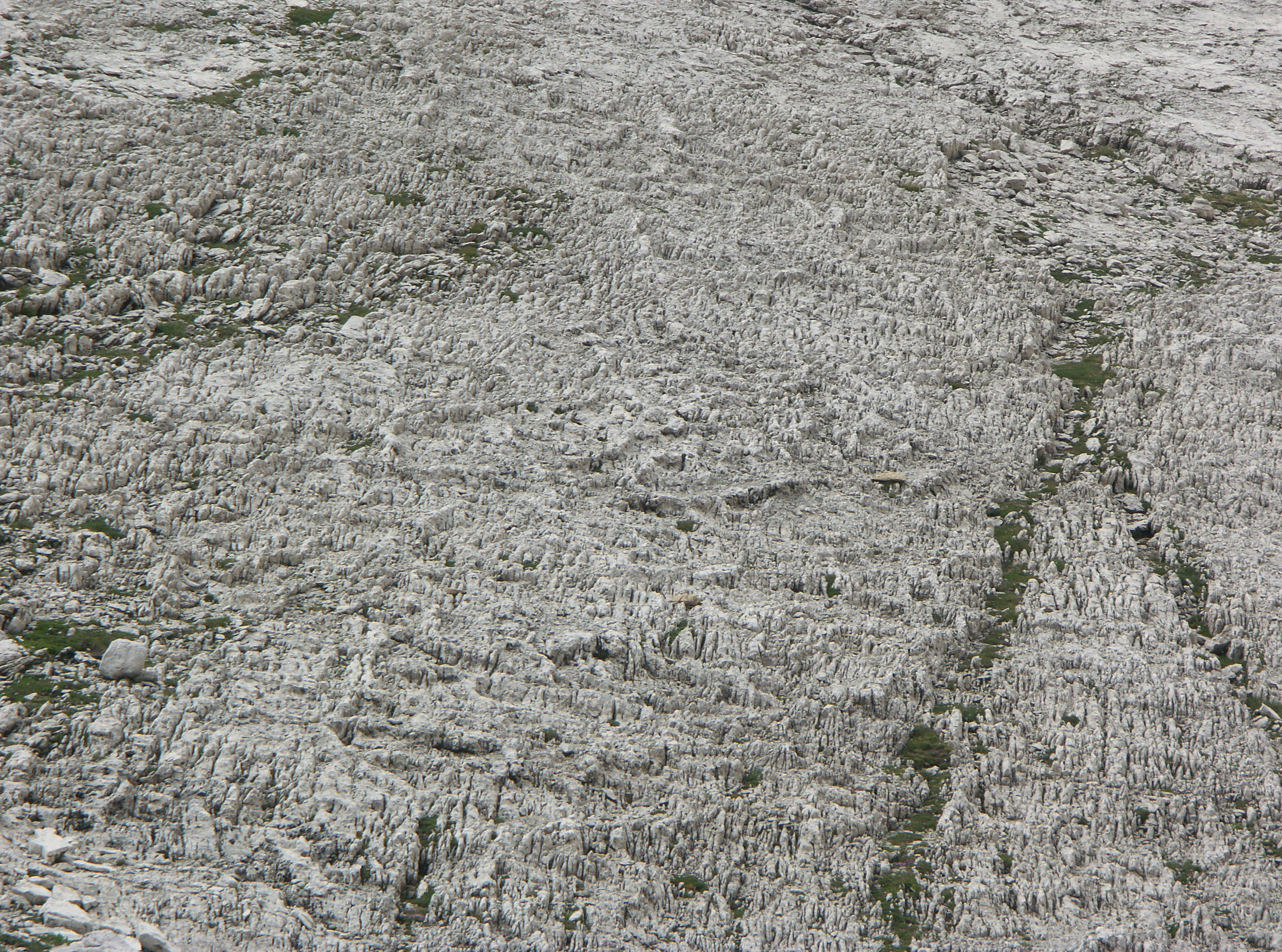
Karrenfeld in den Dolomiten
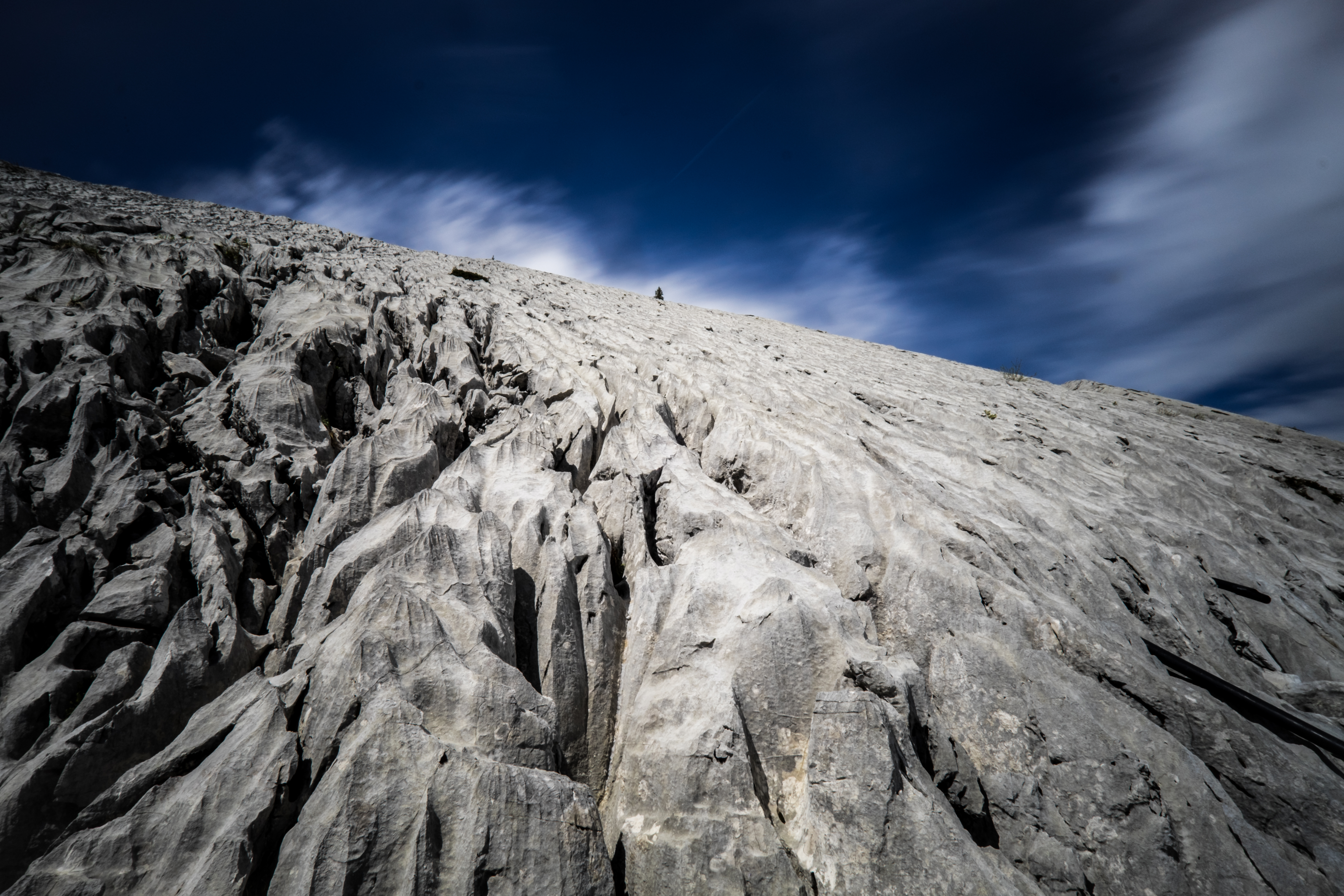
Karrenfeld in der Schrattenfluh
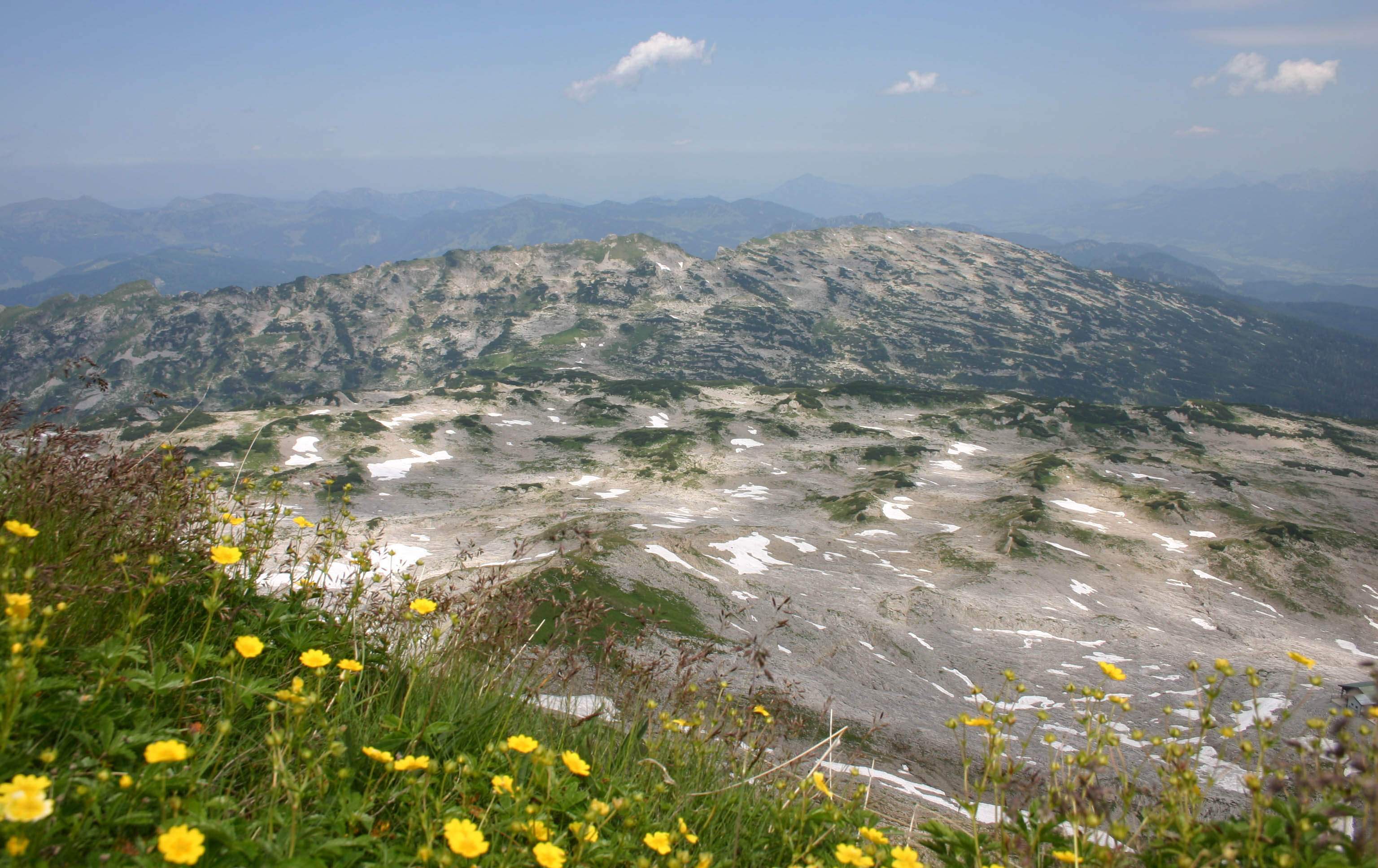
Karrenfeld am Gottesackerplateau (Allgäuer Alpen) – Blick vom Gipfel des Hohen Ifen
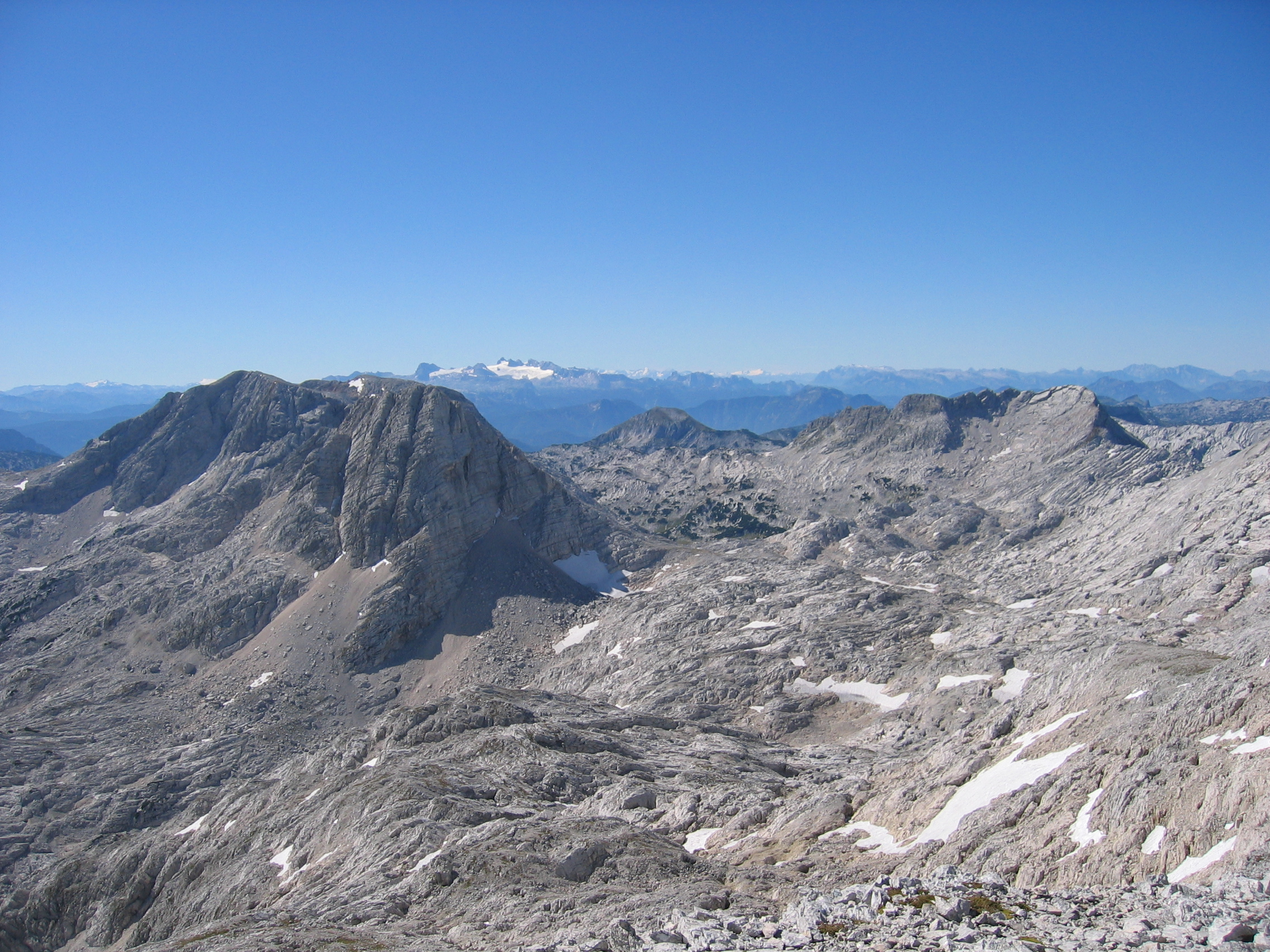
Hochgebirgs-Karstfluren im Toten Gebirge, Oberösterreichische Kalkalpen
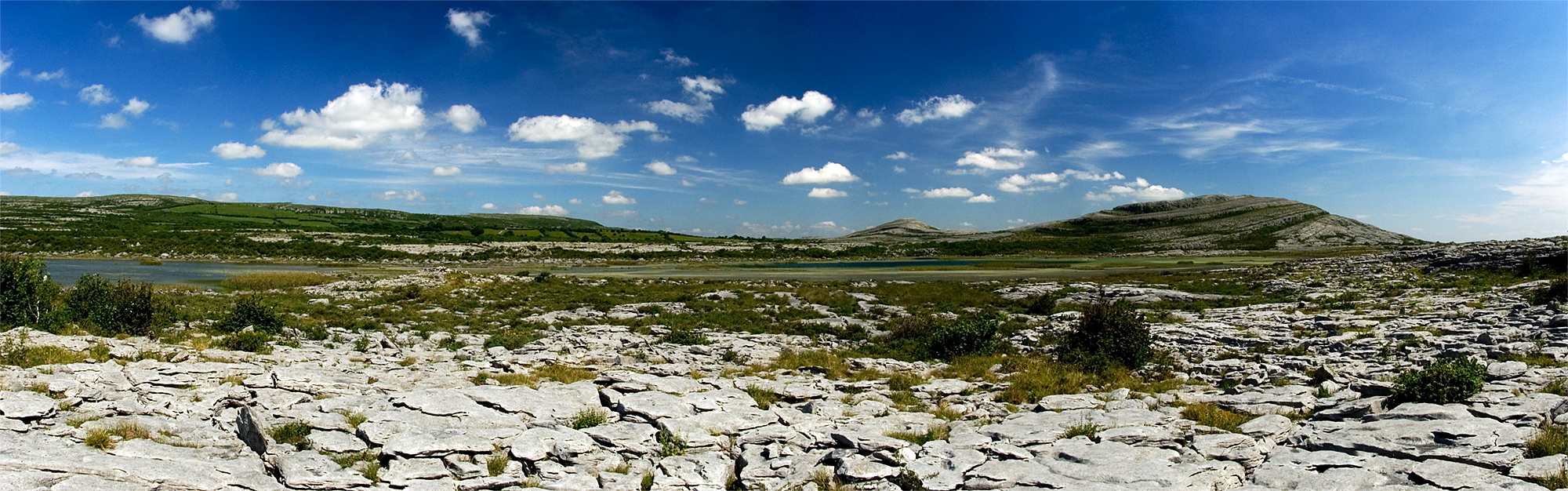
Burren-Panorama, nördliches County Clare, Irland

## Bibliographie
Spezielle Karstformen:
- Engelbert Altenburger: Die südchinesische Karstlandschaft. In: Geowissenschaften in unserer Zeit. Vol. 1 (1983), Ausgabe 4, ISSN 0723-0834, S. 115–121, doi:10.2312/geowissenschaften.1983.1.115.
- Alfred Bögli: Karsthydrographie und physische Speläologie. Springer Verlag, Berlin/Heidelberg/New York 1978, ISBN 3-540-09015-0. (ISBN 0-387-09015-0)
- Jovan Cvijić: Das Karstphänomen. Wien 1893 (A. Penck (Hrsg.: Geographische Abhandlungen. V, 3)
- Jovan Cvijić: Hydrographie Souterraine et Évolution Morphologiyue du Karst. In: Recueil des travaux de l'Institur de Géogr. Alpine. T. 6, Fasc. 4, Grenoble 1918.
- Jovan Cvijić: La Géographie des Terrains Calcaires. Monographie der Serbischen Akademie der Wissenschaften und Künste, v. 341, no. 26, Belgrad 1960.
- William M. Davis: Origin of limestone caverns. In: Bulletin of the Geological Society of America. Band 41, 1930, S. 475–625.
- Alfred Grund: Die Karsthydrographie. Studien aus Westbosnien. Teubner, Leipzig 1903 (A. Penck (Hrsg.: Geographische Abhandlungen. VII, 3).
- Alfred Grund: Der geographische Zyklus im Karst. In: Zeitschrift der Gesellschaft für Erdkunde. 52. Berlin 1914, S. 621–640.
- Carola Hüttl: Steuerungsfaktoren und Quantifizierung der chemischen Verwitterung auf dem Zugspitzplatt (Wettersteingebirge, Deutschland). Geobuch-Verlag, München 1999, ISBN 3-925308-51-2 (Münchner Geographische Abhandlungen, B30).
- Friedrich Katzer: Karst und Karsthydrographie. Zur Kunde der Balkanhalbinsel. Sarajevo 1909.
- Hermann Lehmann: Der Tropische Kegel-Karst auf den Grossen Antillen. In: Erdkunde. 8, 2, 1954, S. 130.
- Herbert Louis: Die Entstehung der Poljen und ihre Stellung in der Karstabtragung, auf Grund von Beobachtungen im Taurus. In: Erdkunde. X. 1956, S. 33–53.
- Karl-Heinz Pfeffer: Karstmorphologie (= Erträge der Forschung. Bd. 79). Wissenschaftliche Buchgesellschaft Darmstadt, 1978, ISBN 3-534-07187-5
- Karl-Heinz Pfeffer: Karst. Entstehung – Phänomene – Nutzung. Bornträger, Stuttgart 2010, ISBN 978-3-443-07147-9.
- Václav Cílek, Roland Winkelhöfer: Si02 – Sinter in Sandsteinhöhlen der Sächsisch-Böhmischen Schweiz. In: Der Höhlenforscher. Band 20 (1988), Dresden, ISSN 0138-2519, S. 2–5.
- Roland Winkelhöfer: Durch Höhlen der Sächsischen Schweiz. Höhlenführer und Katasterdokumentation. Verlag Der Höhlenforscher, Dresden 2005, ISBN 3-00-002609-6.
- Roland Winkelhöfer: Durch Höhlen der Böhmischen Schweiz. Höhlenführer und Katasterdokumentation. Verlag Der Höhlenforscher, Dresden 1997, ISBN 3-00-002317-8.
- Roland Winkelhöfer: Die Innere Verkarstung des Sandsteins – eine kleine Bestandsaufnahme zur Höhlengenese im Kreidesandstein. In: Der Höhlenforscher. 35,1 (2003), ISSN 0138-2519, S. 2, 5–11, 31.
- Albrecht Penck: Das Karstphänomen. In: Schriften des Vereins zur Verbreitung naturwissenschaftlicher Kenntnisse. 44, 1. Wien 1904.
- Carl Rathjens: Beobachtungen an hochgelegenen Poljen im südlichen Dinarischen Karst. In: Geomorphologie. 4, 1960, S. 141–151.
- Josip Roglić: Les poljés du Karst dinarique et les modifications climatiques du quaternaire. In: Revue Belge de Géogr. 88, 1964, S. 105–123.
- E. M. Sanders: The Cycle of Erosion in a Karst Region (After Cvijić). In: Geographical Review. Vol. 11, No. 4 (Oct., 1921) New York 1921, S. 593–604.
- Marjorie Mary Sweeting: Reflections on the development of Karst Geomorphology in Europe and a comparison with its development in China. In: Zeitschrift für Geomorphologie. 93, 1993, ISBN 3-443-21093-7, S. 1227–136.
- Marjorie Mary Sweeting: Karst in China, Its Geomorphology and Environment. Springer-Verlag, Berlin 1995, ISBN 3-540-58846-9.
- Márton Veress: Karst Types and Their Karstification. In: Journal of Earth Science, Vol. 31 (2020), No. 3, S. 621–634, doi:10.1007/s12583-020-1306-x.

Enzyklopädische Arbeiten:
- Anonym: A Lexicon of Cave and Karst Terminology with Special Reference to Environmental Karst Hydrology. U.S. Environmental Protection Agency, Washington, D.C. 2002. Digitalisat
- Vladimír Panoš: Karsologická a speleologická terminologie. Knižné centrum, Žilina 2001, ISBN 80-8064-115-3 (tschechisch; deutsch, englisch, französisch, russisch, spanisch).
- Watson H. Monroe: A Glossary of Karst Terminology. (= Geological Survey Water-Supply Paper 1899-K) US Government Printing Office, Washington 1970 (Digitalisat)